# Парыгин, Алексей Борисович
Алексе́й Бори́сович Пары́гин (род. 2 декабря 1964, Петроградский район, Ленинград) — российский художник: живописец, график, художник книги, скульптор, педагог, эссеист. Кандидат искусствоведения (2002).
Исследователь искусства: автор статей по истории печатной графики и монографии Искусство шелкографии. XX век. История, феноменология, техники, имена (2010). Коллекционер графики. Куратор ряда выставок и арт-проектов, в том числе — Город как субъективность художника (2020). Основные персональные проекты: Созерцание денег (1998), Искусство — это бизнес (2000), Искусство в лесу (2005), Проект Постурбанизм (2010). Автор социально-философской концепции — Постурбанизм.

## Биография
Отец — Борис Дмитриевич Парыгин (1930, Ленинград — 2012, Санкт-Петербург). Российский философ и социальный психолог. Учился на философском факультете ЛГУ (1948—1953).
Доктор философских наук (1967), профессор (1966). Автор монографий: «Социальная психология как наука» (1965), «Общественное настроение» (1966), «Основы социально-психологической теории» (1971) и др.
Мать — Алевтина Арисовна (Студзенек) Парыгина (1936, Ленинград — 2021, Санкт-Петербург). По женской линии происходит из купеческого рода Худобиных.
Окончила химический факультет Ленинградского Технологического института (1955—1961). Научный сотрудник НИИ синтетического каучука имени С. В. Лебедева. Впоследствии, работала как социолог.

Алексей Парыгин родился в Ленинграде 2 декабря 1964 года. Окончил графический факультет РГПУ им. А. И. Герцена (1982—1989); с двухлетним перерывом на службу в СА по студенческому призыву после 1-го курса института (1983—1985). Учился на одном курсе с Л. Кипарисовым, А. Борковым, А. Ясинским и др. Преподаватели: В. В. Крачмер, В. В. Чиков.
Дипломная работа — серия авторских цветных шелкографий «Город». До поступления в институт занимался с В. И. Суворовым в его студии на ул. Коломенской, 14 (1982). Начальное художественное образование — ДХШ № 2 в Доходном доме А. Е. Бурцева (1976—1981).
Член жюри Казанской международной триеннале печатной графики «Всадник» 2024 (ГМИИ РТ. Хазинэ. Казань).
По данным Государственного музейного каталога РФ (на 10.10.2024) 116 работ художника входит в постоянные коллекции музеев России.
Член СПб Союза Художников (с 1994, рекомендатели: Б. М. Калаушин, И. Г. Уралов, В. В. Чиков); член бюро секции графики СПб СХ (с 2019), член правления СПбСХ (с 2022); Ассоциации искусствоведов (АИС) (с 2003);
Санкт-Петербургского общества акварелистов (1997—2011).
Организатор и участник художественной группы «Союз № 0» (1986—1989) и творческой сквот-мастерской Невский-25 (1987—1990).
Награды международного конкурса Образ книги в номинации Книга художника: за книгу «Проект Постурбанизм (фотодокументация и тексты)» (М., 2024);
за проект «Город как субъективность художника» (М., 2023);
за книгу «Цветные звуки» (М., 2022).
Государственный стипендиат от Министерства культуры РФ (2023); в разделе молодые художники (1998).
Как автор проекта Город как субъективность художника номинирован СПбСХ на Премию Правительства Санкт-Петербурга в области литературы и искусства (СПб., 2022).
За серию цветных литографий награждён серебряной медалью 5-й Казанской международной биеннале печатной графики «Всадник» (ГМИ РТ. Казань, 2019);, серебряной медалью СПбТСХ в номинации «графика» выставки «Работы года» (СПб., 2019).
Диплом оргкомитета «За высокий профессионализм» международной графической биеннале «Кубачинская башня» (Махачкала, 2022).
Лауреат выставки «Печатная графика художников СПб» (СПб СХ, 2020);
международного фестиваля графики «UNI Graphica 2019» (КХМ им. Ф. А. Коваленко. Краснодар, 2019).
Живёт и работает в Санкт-Петербурге. Творческая мастерская (с 1994 г.) в Доме Бенуа, на Петроградской.

### Семья
Дочь — Мария Алексеевна Парыгина (р. 1994, Санкт-Петербург).

### Характер творчества

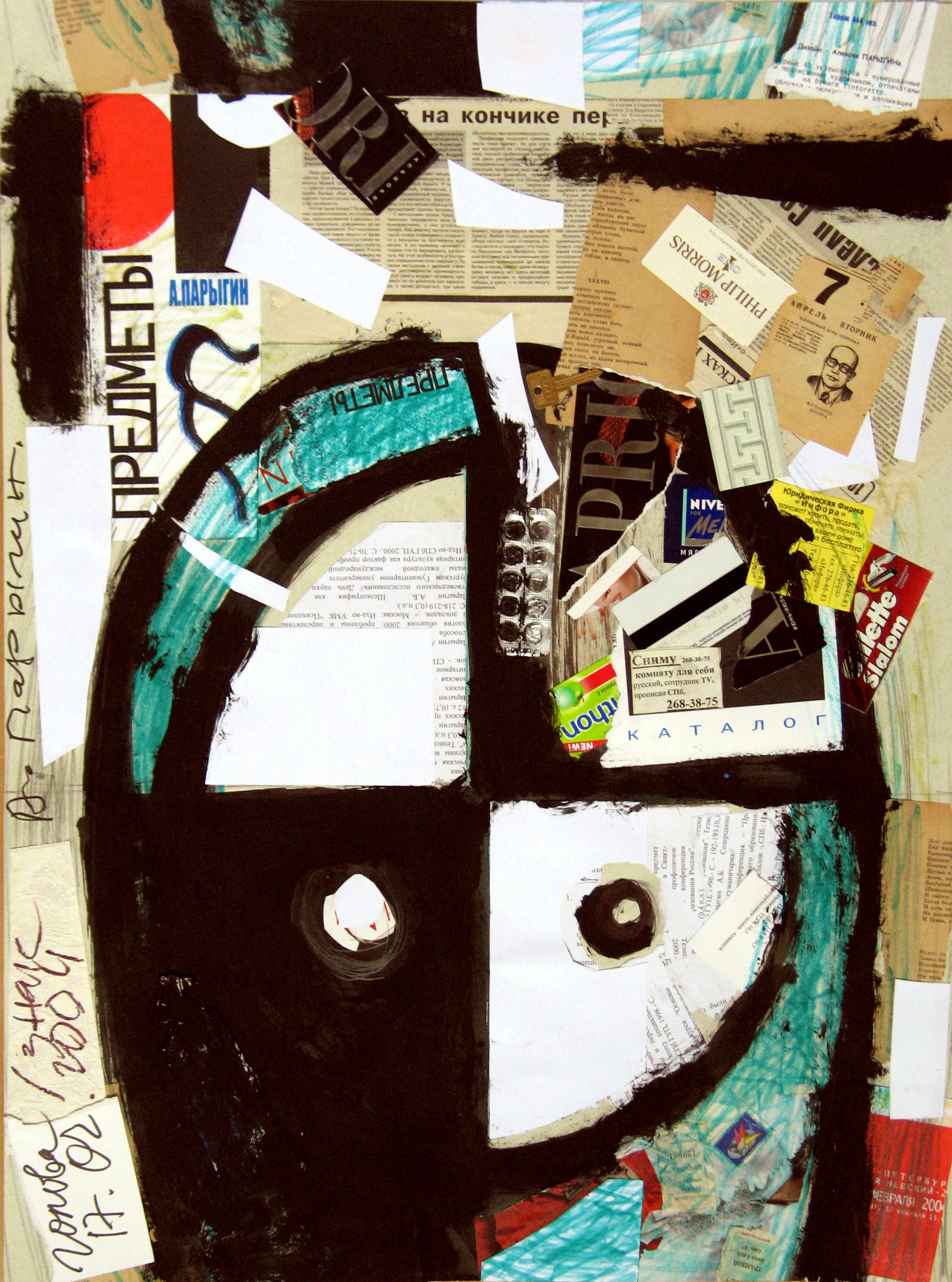
Голова/ Знак/ Автопортрет. 2004, 80 × 60 см, б., коллаж, см. техника

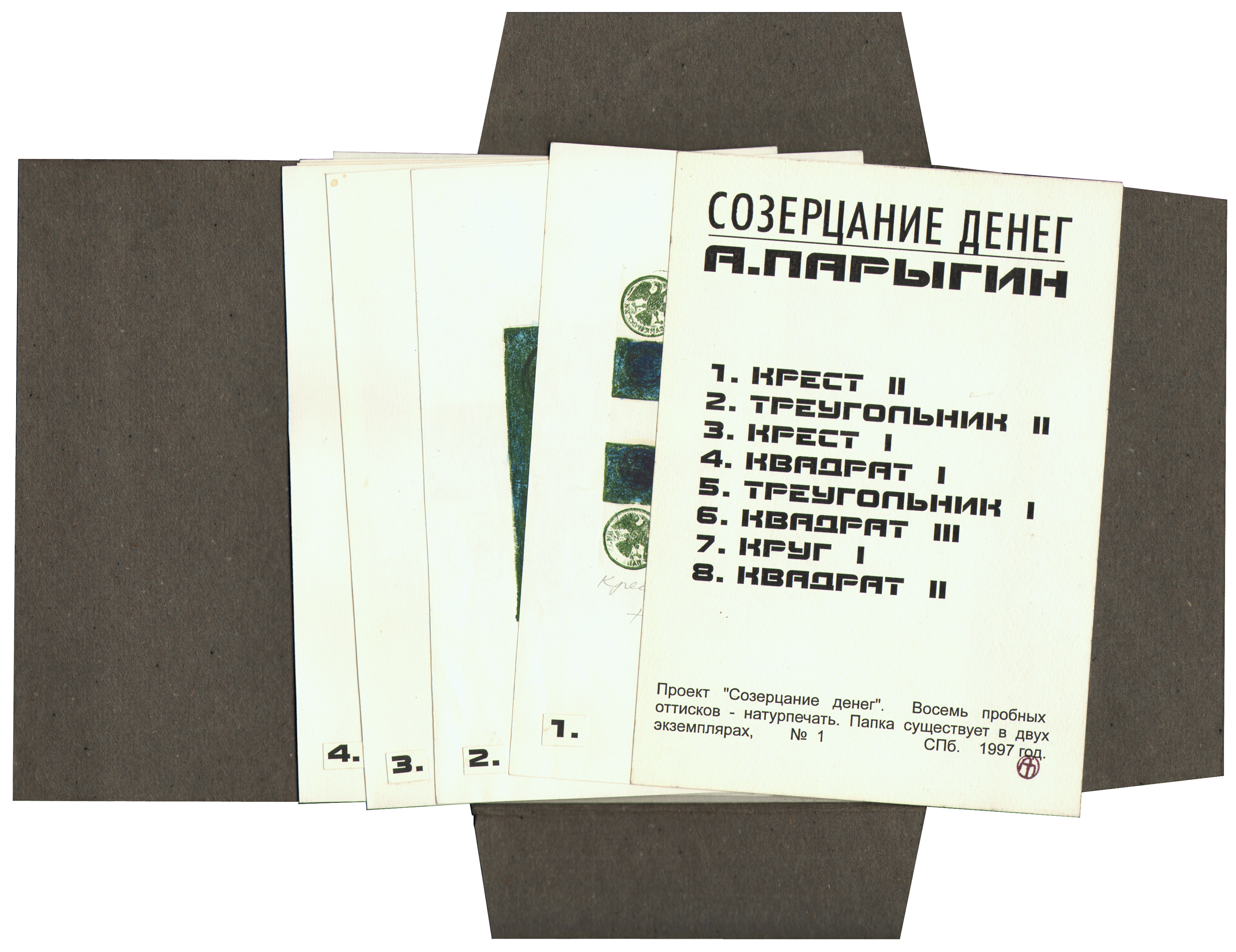
Созерцание денег (папка). 1997, 31 × 38,5 см, б., см. техника

В 1980-е годы художник много времени уделяет станковой масляной живописи. Работая на пленэре с натуры и в мастерской. Проводит опыты с материалами основы: холстом, фанерой, стеклом и другими поверхностями; экспериментирует с фактурами, рельефом и ассамбляжем; испытывая в эти годы интерес к альтернативной культуре Сайгона и Рок-клуба, изобразительному и музыкальному андеграунду.
Из рецензионной статьи (1988) Александра Каменского на выставку Ленинград, история, люди:
Они составляют новую поэтику, которая невольно спорит с привычными эстетическими стереотипами. Например, всем нам кажется само собой разумеющимся восторженное преклонение перед классической красотой Петербурга-Ленинграда, его гармонией и державным величием. И на этой выставке встречаются вариации подобного образного строя. Но вот висит «Ночной Невский» А. Парыгина. Грубо-шершавая фактура, темная бездна. Во мраке вспыхивают тревожные огни, они порождают резкое душевное напряжение. Ни о каком царственном великолепии городского ландшафта и не помышляешь — оно не то чтобы отбрасывается или отрицается, но уходит куда-то за кулисы, уступая место драматизму современного мироощущения. Изображен-то не «город-музей» для любопытствующих экскурсантов, а среда жизни наших дней, где ищут, любят, борются, страдают. Это и определяет восприятие…

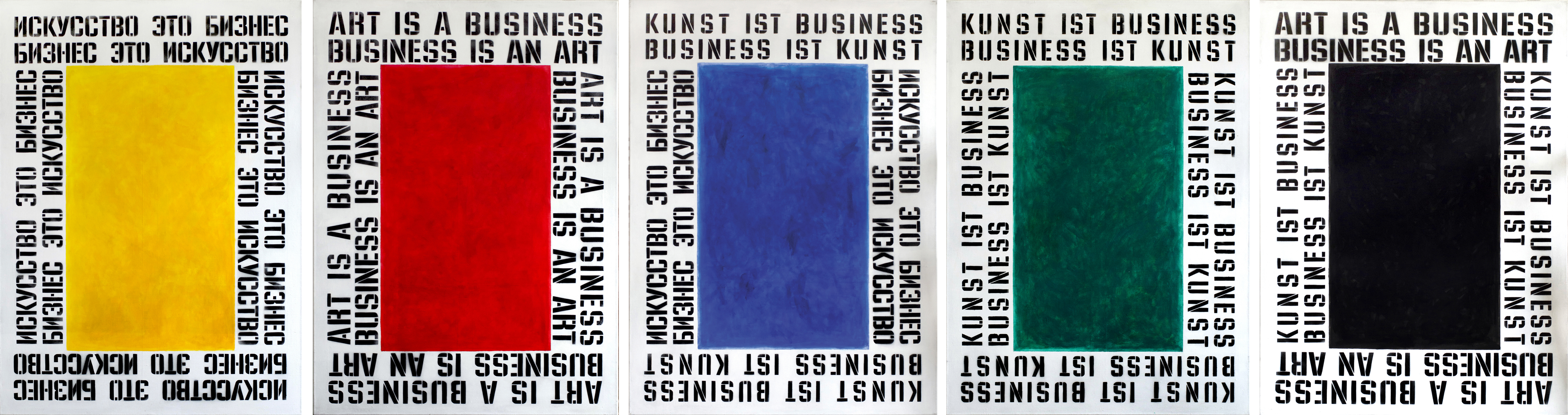
Art is a Business/ Business ist Kunst. 2015, 5 композиций, 150 × 120 см (каждая), х., акрил, см. техника

Михаил Герман, отзываясь на один из проектов художника (Равноденствие, 1991), писал: «…с моей точки зрения очень серьёзная, достойная и профессиональная выставка. Приятно, что ощущается основательная культура цвета, …есть настойчивое стремление выразить свои ощущения жизни, свое художественное видение.»
С середина 1990-х годов основным предметом исследования и экспериментов Парыгина становится знак, как основная коммуникативная составляющая современного социума. Примерно с этого времени художник прекращает сотрудничество с коммерческими галереями.
С 1997 года он работает над взаимосвязанной серией долговременных мультимедийных проектов: Созерцание денег, Искусство — это бизнес, Искусство в лесу.
Из статьи Николая Благодатова:
Его произведения свидетельствуют о высокой культуре, эрудиции и вкусе, поэтому, кажется, трудно отдать чему-либо предпочтение. Тем более что он любит работать «вариантами» над той или иной «пластической темой», как он сам выражается, в разных техниках, возвращаясь к ней в разные периоды творчества. Он считает, что «пластическая тема» — это знак «пластического состояния», которое, возникая, воплощается в таких случаях совершенно по-разному, сохраняя основное — знак. Наверное, этот знак совсем по-соссюровски содержит в себе и обозначаемое, и обозначающее.
Популяризируя свои идей Парыгин отдал дань мейл-арт коммуникации, участвуя в частности, в «Brain Cell Mail art Project» Рёсуке Коэна, ряде проектов Андре Робера и др.
Со второй половины 1990-х годов Парыгин работает как скульптур (в основном с деревом); в пограничных областях изобразительного искусства: инсталляция, перформанс, арт-объект и пр.
Позиция художника в отношении сформировавших его изобразительный язык личностей и сущностей:
Если подытожить, то «Pink Floyd» повлиял на направленность моих интересов в искусстве и формирование творческого почерка ни как не меньше, чем живопись Рембрандта, Сезанна или Ван Гога, Моранди или Раушенберга. Скорее гораздо больше.

### Постурбанизм как идея

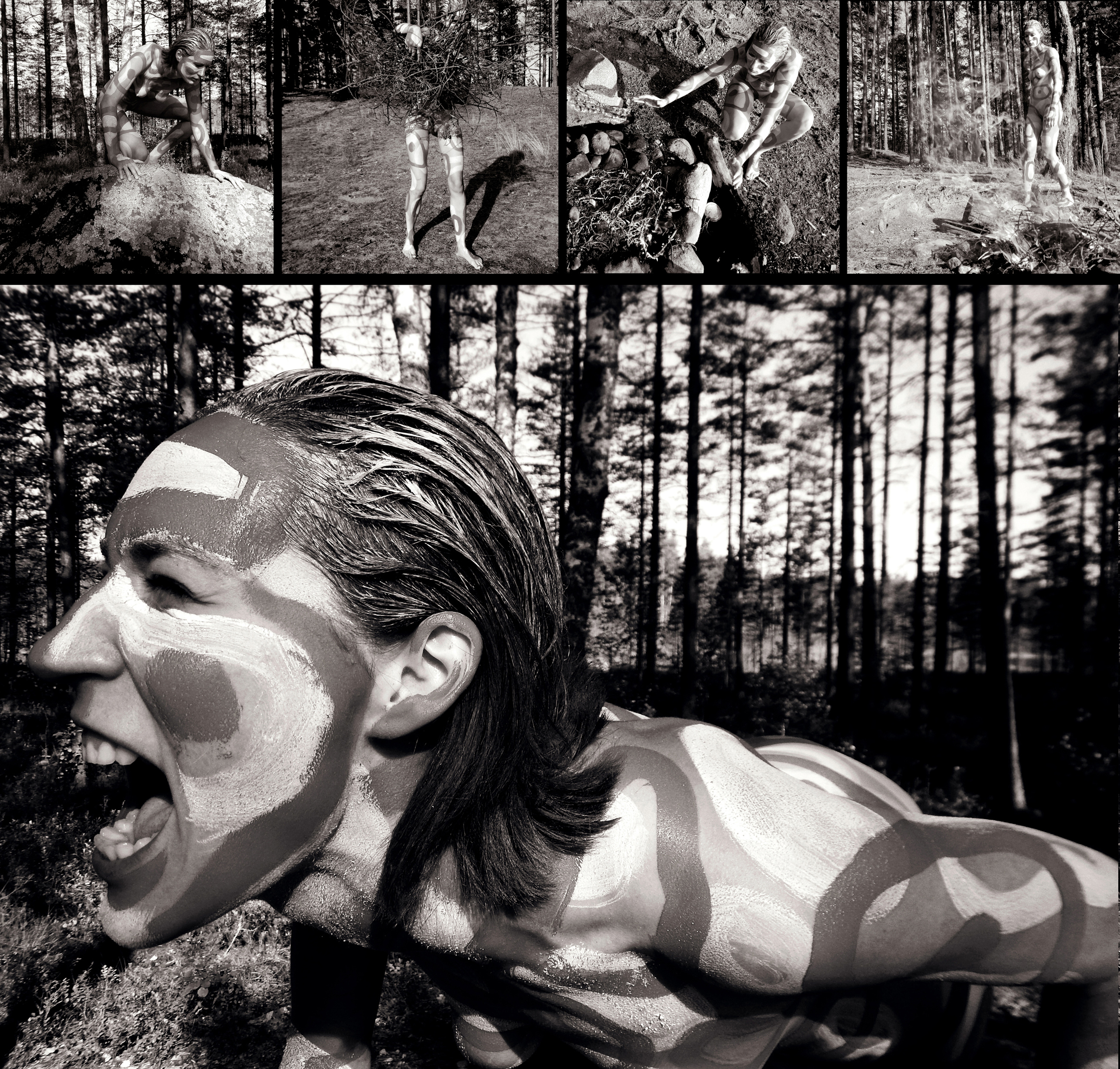
PostUrbanism Nature. Фрагмент фотодокументации перформанса 10 августа 2017

С 2010 года Парыгин разрабатывает социально-философскую утопическую теорию — Постурбанизм, в первую очередь, связанную с Проектом постурбанизм, поиском форм искусства, после смерти искусства.
На русском языке Манифест постурбанизма впервые опубликован осенью 2010 года, в 2018 году — на французском языке в ар-брют журнале Revue Trakt в статье Idée et Manifeste (Идея и Манифест). Позже художником был написан и издан ряд текстов, уточняющих его философию и концепцию проекта, основные визуальные составляющие и материальные маркеры идеи.
Из статьи Алексея Парыгина:
Обращаясь к сегодняшнему дню, постурбанизм, как нео-футуристический проект, говорит о возможном будущем современной цивилизации, перспективах и формах существования человека в урбанистической и природной среде. Древнейшие артефакты свидетельствуют — люди архаичных культур стремились к органичному сосуществованию с внешним миром, к симбиозу, даже к растворению в нём. Не только не стремясь подавить или подчинить себе дикую природу, но считая интеграцию за великое благо. Постурбанизм — проект, отрицающий стилизаторство и прямую постмодернистскую цитатность, построен на сущностном проникновении в язык протоискусства, как формы коммуникации — является авторским размышлением над вопросом вариативности будущего.

### Графика
С конца 1970-х гг. художник занимается станковой
и малоформатной графикой, коллажем, графическим дизайном; автор ряда экслибрисов.

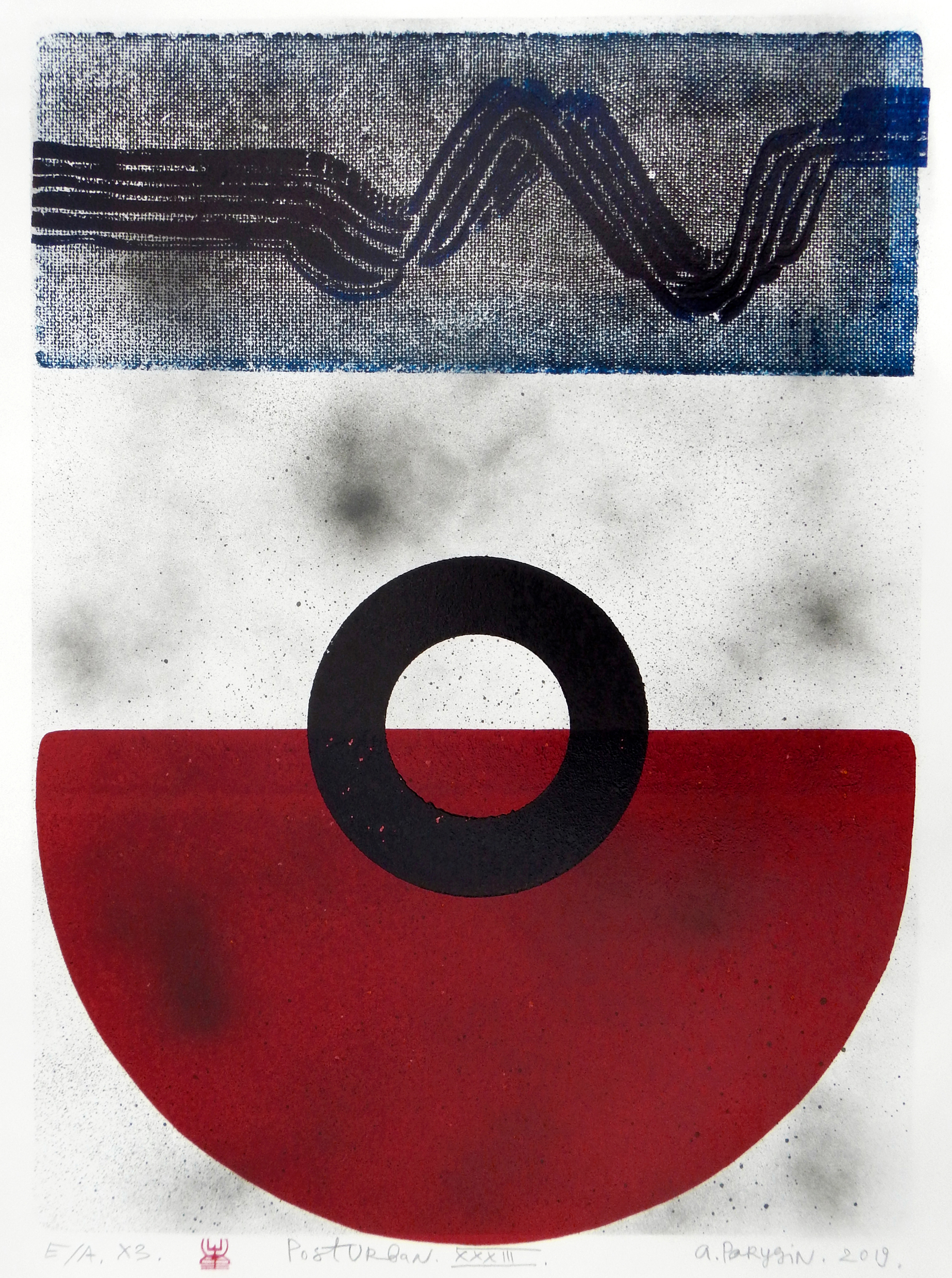
PostUrban XXXIII. 2019, бумага, высокая печать, см. техника, 55 × 40 cм

### Печатная графика
С середины 1980-х годов Парыгин много времени уделяет техникам печатной графики: шелкография, линогравюра, ксилография, литография, гравюра на картоне, коллаграфия. С 1985 по 1995 гг. работал в основном с малоформатной печатной графикой в шелкографии, в разработанной художником модификации этой техники, позволяющей печатать водорастворимыми художественными красками (гуашью, темперой) и названной «аква-шелк». Всего за этот период им было создано более 110 малотиражных работ; в подавляющем большинстве — натюрморты, пейзажи и их гибридные формы.
Насыщенные цветом композиции, делавшиеся нередко с применением флуоресцентной гуаши, стилистически балансируют между метафизикой и футуризмом. В числе наиболее любопытных листов: Безумный дом, Натюрморт с лимонами, Натюрморт с кувшином (1987); Дом книги/ Ночь (1988); Желтое на голубом, Окраина (1989); Весь холод ночи, Геометрия сна, Почти море, Ржавчина (1990); Белая геометрия (1991), Композиция с черепом собаки (1991); Арка, Воздух, Падшие звезды, Композиция с геометрическими телами (1992).

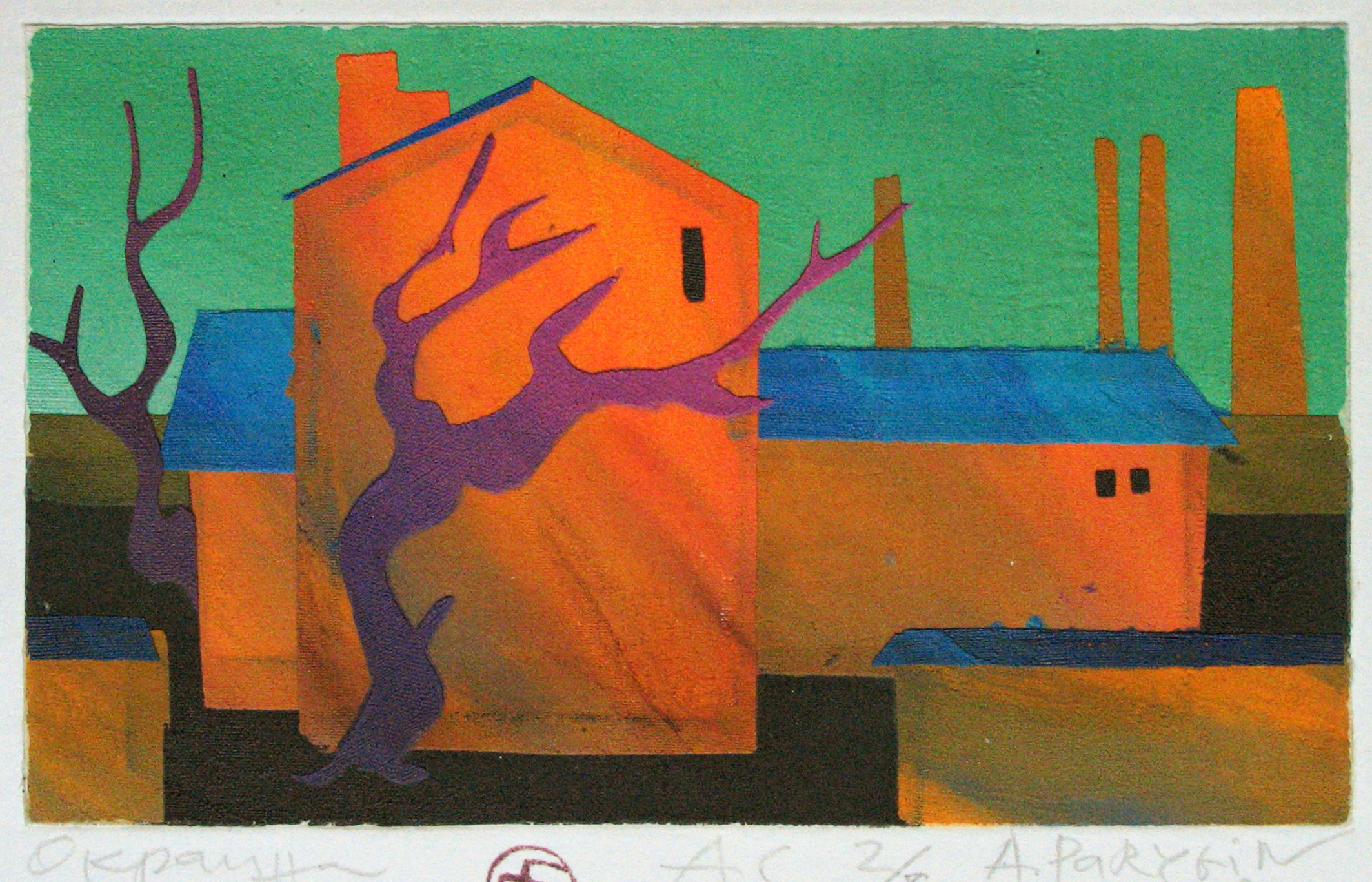
Окраина. 1987, 7 × 11,5 см, б., автошелкография

В 1990—1991 гг. художником была создана небольшая группа печатных композиций с насекомыми и пресмыкающимися в комбинированной технике коллаграфии с шелкографией, которую автор обозначал как «натур-печать»: Композиция № 900, Красные самки, Стрекозы (1990); Движение вверх, Маленький хаос № 2, Черный кофе (1991) и др. Во второй половине 1990-х гг. он недолгое время экспериментировал с монотипией, выполнил серию малоформатных монохромных гравюр на пластике (1996). Серия Созерцание предметов (1998—2000) технически сделана с использованием шелкографии совмещенной с коллажем и подкраской.
В 2016 г., после десятилетнего перерыва, Парыгин создает серию 2-3-х цветных линогравюр Proto — около 40 геометризированных модульных композиций относительно небольшого размера (42 × 30 см по листу). В 2016—2017 гг. работает над серией Clouds — малоформатные цветные листы, отпечатанные высокой печатью, часто в смешанной технике: гравюра на фанере, линогравюра, гравюра на картоне. По представлению автора, на ассоциативном уровне название серии абстрактных композиций подсознательно отсылает, как к современным cloud computing, так и к альбому Obscured by Clouds (1972) группы Pink Floyd .
В 2018—2019 гг. печатает десять монохромных и цветных литографских композиций, под корневым названием Relict, в большинстве отпечатков вводя цветную трафаретную подкладку. В 2019—2020 гг. делает небольшую серию Something (Нечто) — цв. шелкографии на чёрной бумаге и работает над протяженной (более 100 композиций) серией цветных гравюр PostUrban — группа работ, как и три предыдущие концептуально связанная с авторским проектом Постурбанизм.

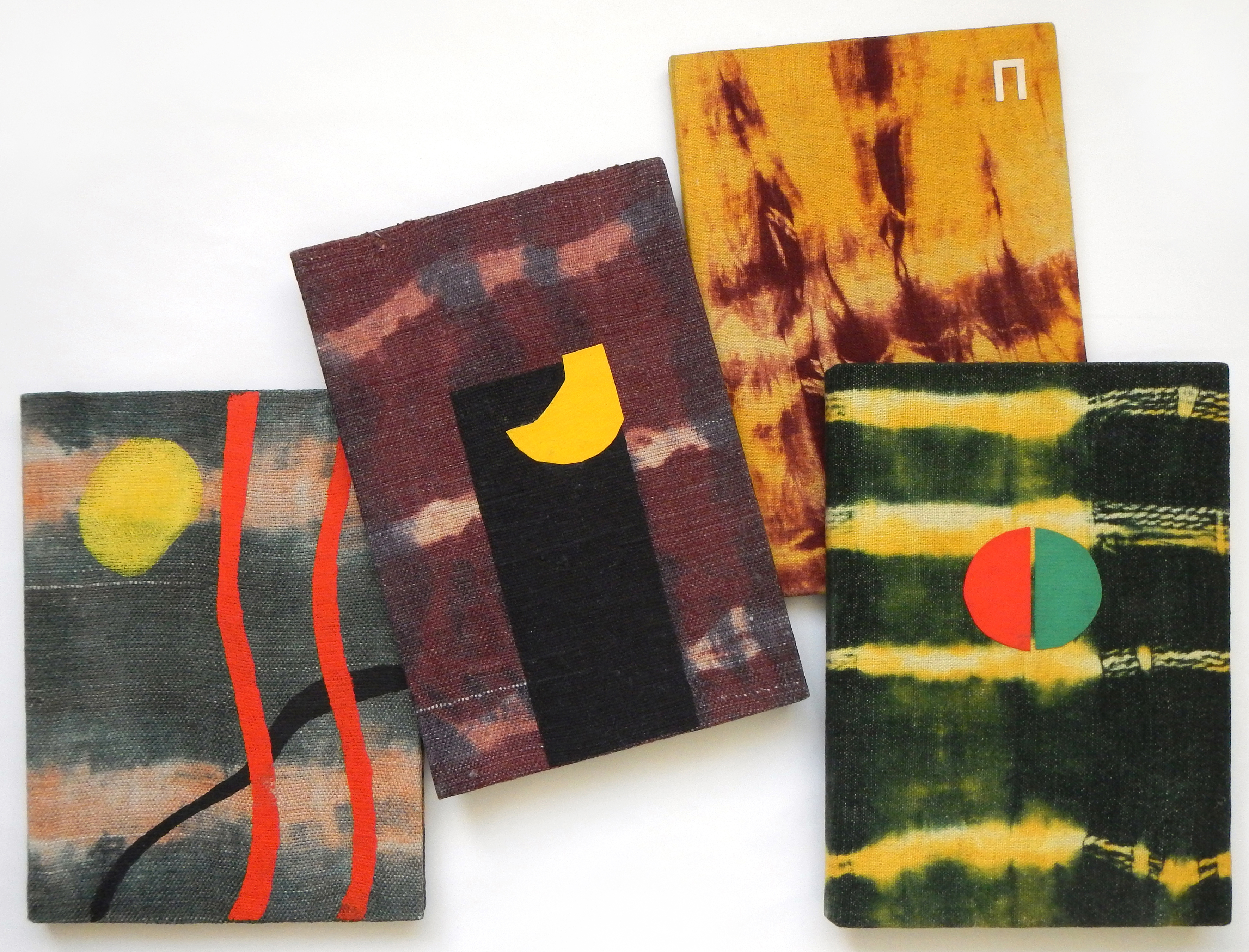
Цикл из четырёх авторских книг художника (1989—1990)

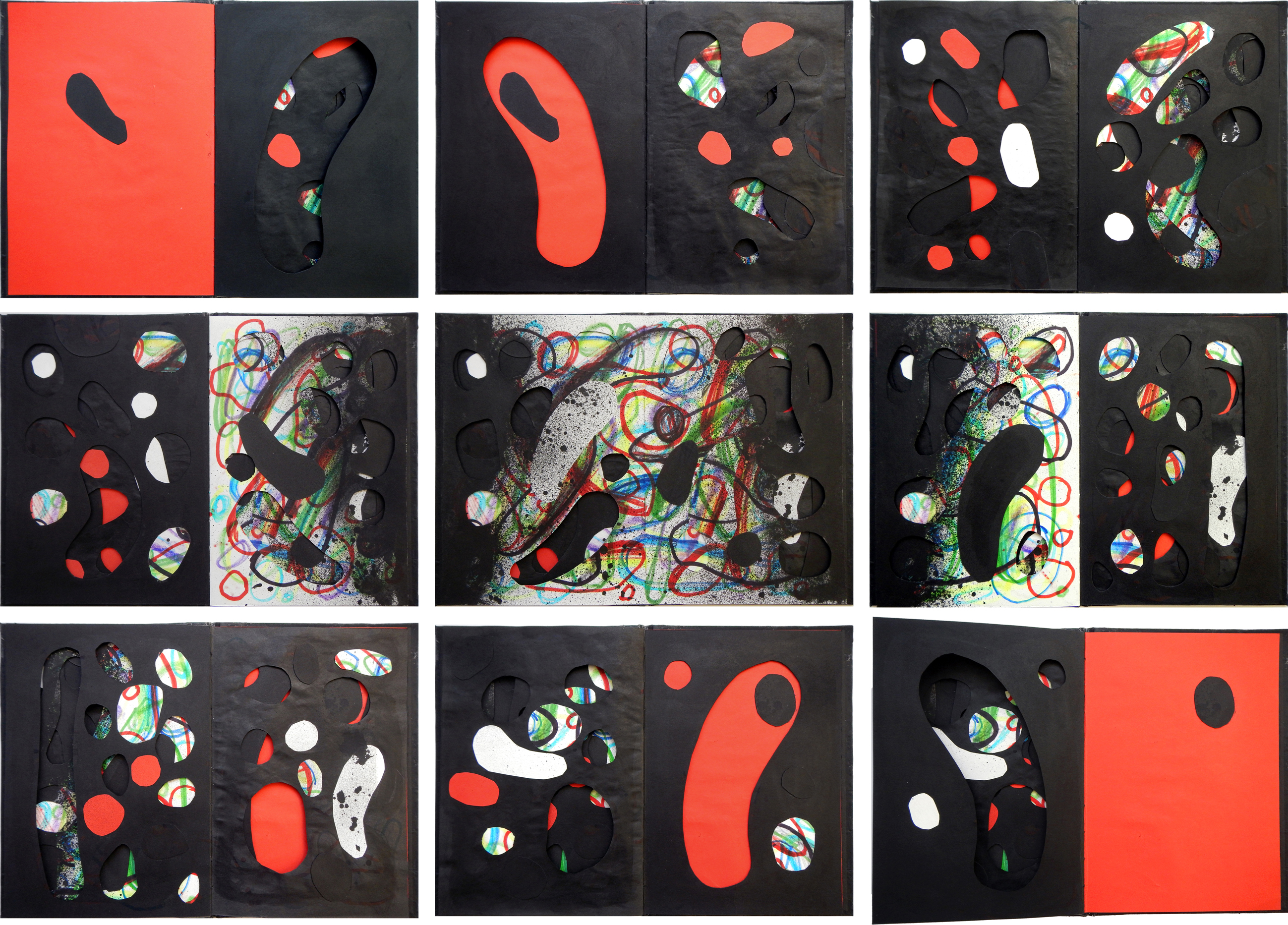
The Birth of the World. 2018, 9 разворотов книги, 21,5 × 31 см (каждый), б., см. техника

### Книга художника
С 1989 года Парыгин занимается книгой художника.
Самые первые издания, задуманные и осуществленные в мастерской Невский-25, совмещали визуальный ряд с авторским поэтическим текстом написанным верлибром: Песок, Цветные звуки, Зеленая книга (1989), Моя мансарда (1990).
Цветовое решение строф и общая образная структура этих книжек в значительной мере апеллирует к визуальной поэзии. Особенностью перечисленных изданий является декларируемое автором личное выполнение работы вручную, включая все технические этапы, от макета до тиража. Книга Красные Карлики. Л. — 1990. Тираж — 14 (8+3) нумерованных и подписанных экз. — единственное издание 1980—1990-х выполненное художником не на свои тексты — на стихи А. Вермишева. Работа, по характеру пластического решения и использованным материалам, заметно отличающаяся от первых четырёх изданий.
В 1997 году Парыгин, после семилетнего перерыва, возвращается к форме книги художника, но уже на иной основе. Подавляющее большинство последующих изданий выпускается в рамках авторского проекта: Книга как объект созерцания и почти полностью лишено вербальной составляющей.
Через знаковую пластику, цвет и форму художнику важно показать развитие заявленной в заглавии темы, воспринимаемой не столько через смысловую нагрузку слова, сколько через эмоциональное переживание и осмысление последовательно воспринятого изобразительного ряда.
В числе изданий: Созерцание денег (1997), 312 / 20 Искусство это бизнес Бизнес. (2000), Искусство это бизнес / Бизнес это искусство (2001), Книга ночи (2000), Эгоцентризм / Геометрия (2004), Дыр бул щыл (2011), The Sea (2011), Posturbanism (2012), Absolute & Relative (2015), Eclipse (2015), BOTANY (2015), VECTOR/ Homage to Bruno Munari (2017), Rhythm (2017), Red Noise (2017), More (2017), Geometry (2018), The Birth of the World (2018) и др.
За три десятилетия работы в этом виде искусства Парыгиным было создано около сорока тиражных и уникальных книжных объектов. В двухтысячные годы он часто принимал участие в значительных групповых изданий подобного формата:
Книга на острие современного искусства. М.—СПб. — 2013;
Metamorphosis. LS Van Abbemuseum. — 2013;
Маяковский—Манифест. СПб.—М. — 2014;
Книжное пламя / Book Fire. М. — 2015;
Странник Гумилёв. М. — 2016;
Jubilaeus. LS Van Abbemuseum. — 2018;
Русский Букварь. М. — 2018;
Поэзия неведомых слов. Вариации в кириллице. М. — 2019;
ИЛИ@ЗДА. М. — 2019;
Гагарин. Обретая крылья. М. — 2021.

### Групповые проекты
Участник международных арт-проектов, фестивалей и пленэров:
«Краски Водлозерья» (Водлозерский национальный парк, Куганаволок. Республика Карелия, 28 июля — 4 августа 2025);
«Кубачинская башня» (Кубачи, Амузги, Махачкала. Дагестан, 6—17 июля 2022);
«Artisterium XII» (Кутаиси, Тбилиси. Грузия, 2019);
«Музей для друзей» (Липецк, 2019); «Облака» (Арт-деревня Витланд. Балтийская коса, 2018); «Печатная графика» (Свияжск, Казань. Татарстан, 2016);
«Crna Gora u očima ruskih slikara» (Бар. Черногория, 2012); «Warszawa w budowie — architektura XXI w malarstwie» (Варшава, 16—26 сентября 2011) и др.
Руководитель студии авторской печатной графики AP-TM Printmaking при издательстве Тимофея Маркова (2012—2014, СПб.), с которой сотрудничали художники Санкт-Петербурга и Москвы: М. С. Карасик, Г. М. Кацнельсон, А. П. Белкин, В. Н. Филиппов, М. В. Погарский, Е. Новикова, А. О. Флоренский, О. А. Флоренская, В. Б. Ремишевский и другие. Продолжительное время работал над несколькими издательскими проектами совместно с Гагой Ковенчуком.

### Кураторские проекты

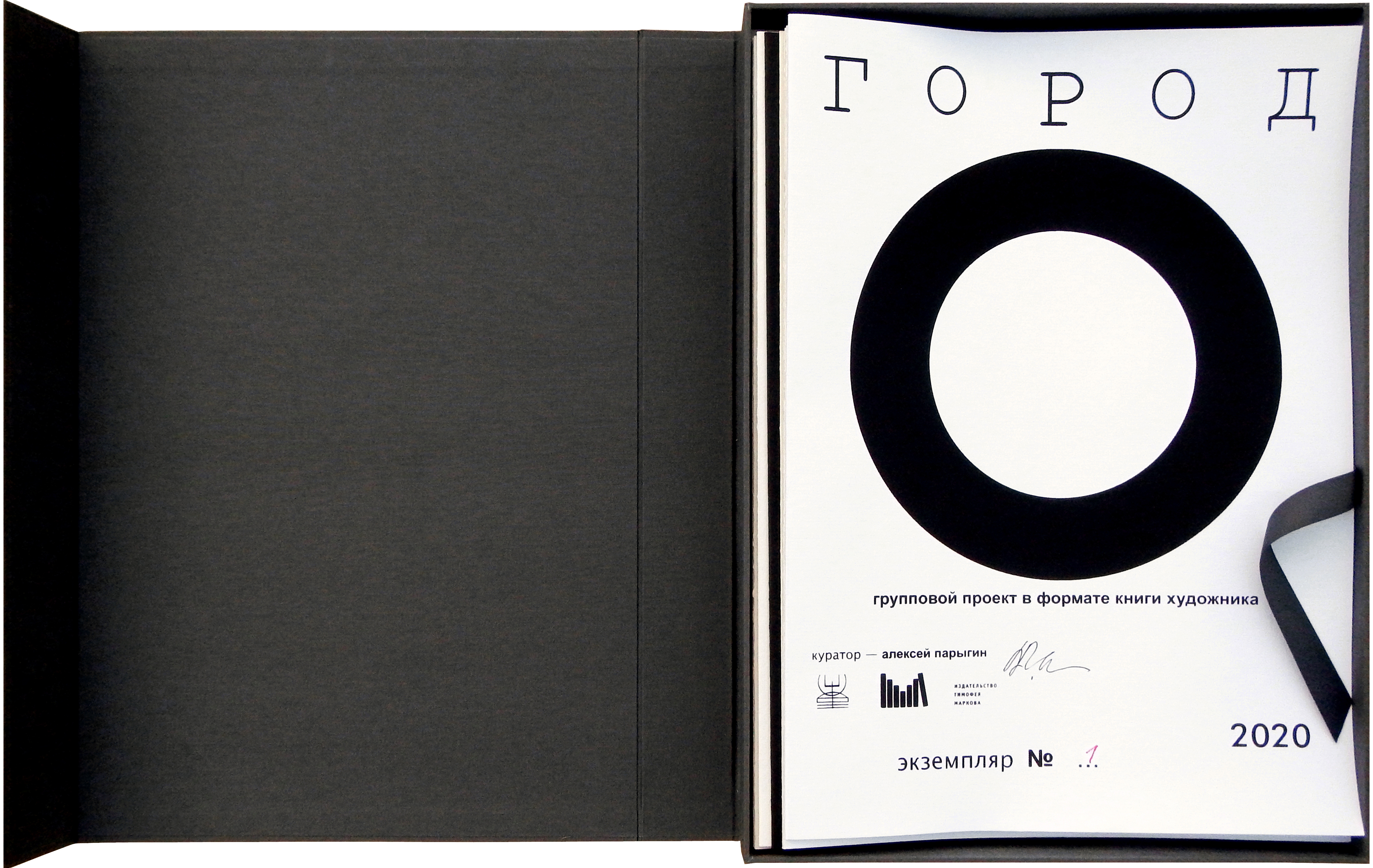
Город как субъективность художника, 2020. Экз № 1, из коллекции Научной библиотеки ГЭ. Открытый бокс с титульным листом

Инициатор и организатор крупного проекта в формате livre d’artiste — Город как субъективность художника (2019—2020) и серии одноимённых выставок.
В работе над реализацией проекта издания Город как субъективность художника приняли участие тридцать пять известных художников из Санкт-Петербурга (24), Москвы (9), Нижнего Новгорода (1) и Казани (1): Владимир Качальский, Валерий Мишин, Александр Борков, Валерий Корчагин, Виктор Ремишевский, Алексей Парыгин, Виктор Лукин, Марина Спивак, Михаил Погарский, Игорь Иванов, Григорий Кацнельсон, Леонид Тишков, Андрей Корольчук, Гафур Мендаголиев, Кира Матиссен, Пётр Перевезенцев, Элла Цыплякова, Ян Антонышев, Михаил Молочников, Дмитрий Каварга, Игорь Баскин, Борис Забирохин, Евгений Стрелков, Анатолий Васильев, Василий Власов, Александр Позин, Вячеслав Шилов, Надежда Анфалолва, Екатерина Посецельская, Андрей Чежин, Игорь Ганзенко, Юрий Штапаков, Александр Артамонов, Анастасия Зыкина, Вася Хорст.

### Преподавательская работа

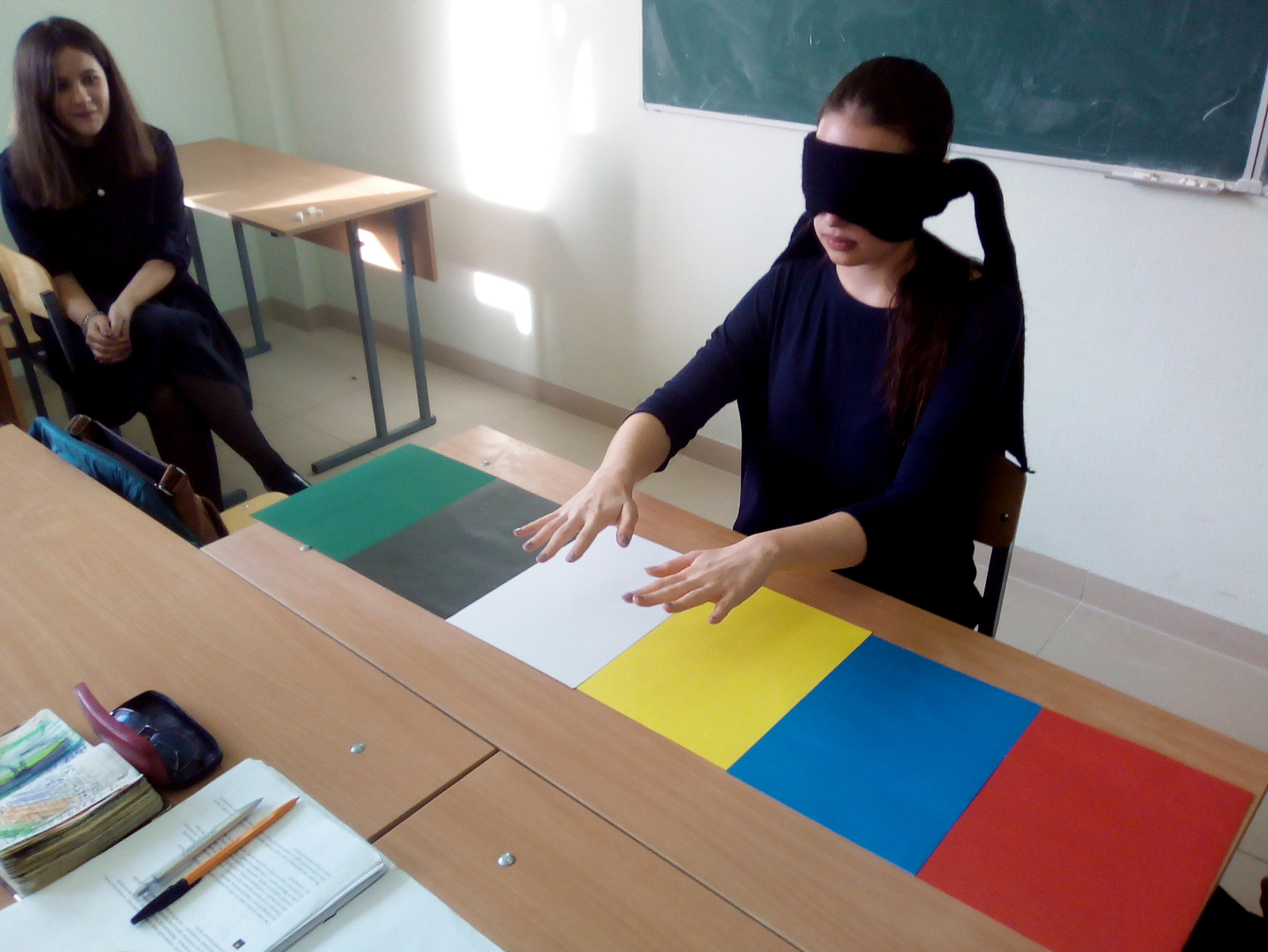
Эксперимент по экстрасенсорному восприятию цвета. 23 октября 2018. СПб/ Курс Цветоведение. СПб ГУПТД

Преподавательская работа с 1988 года.
Преподаваемые курсы: рисунок на кафедре графики и скульптуры РГПУ им. А. И. Герцена, курс фотографии, руководство дипломными работами (с 2023 по настоящее время; 2020—2021). Цветоведение, печатная графика, НИР на кафедре Графического дизайна в СПб ГУПТД (2018—2019). Макетирование, основы композиции, основы скульптуры в Институте ландшафтной архитектуры СПбГЛТУ (2017—2019). Курс живописи и курс рисунка на кафедре Дизайн интерьера (Институт дизайна и искусств) СПб ГУТД (2003—2012), для которых была разработана концепция обучения и рабочие программы с 1 по 4-й курс. Основой методического подхода к системному обучению стала сумма обобщенных живописно-пластических идей раннего европейского и русского авангарда.
Член ученого совета Института дизайна и искусств СПб ГУТД (2009—2012); член диссертационного совета, на базе СПб ГУТД: по специальности: 5.10.3. Виды искусства (изобразительное и декоративно-прикладное искусство и архитектура / искусствоведение (2005—2010).
Курс живописи в Дизайн школе при СПб ГУТД (СПб., 2004—2009). Авторский курс «Основы экспертизы графических произведений искусства» на кафедре искусствоведения СПб ГУП, курс композиции, руководство дипломными работами (1995—2001).

### Публичные лекции

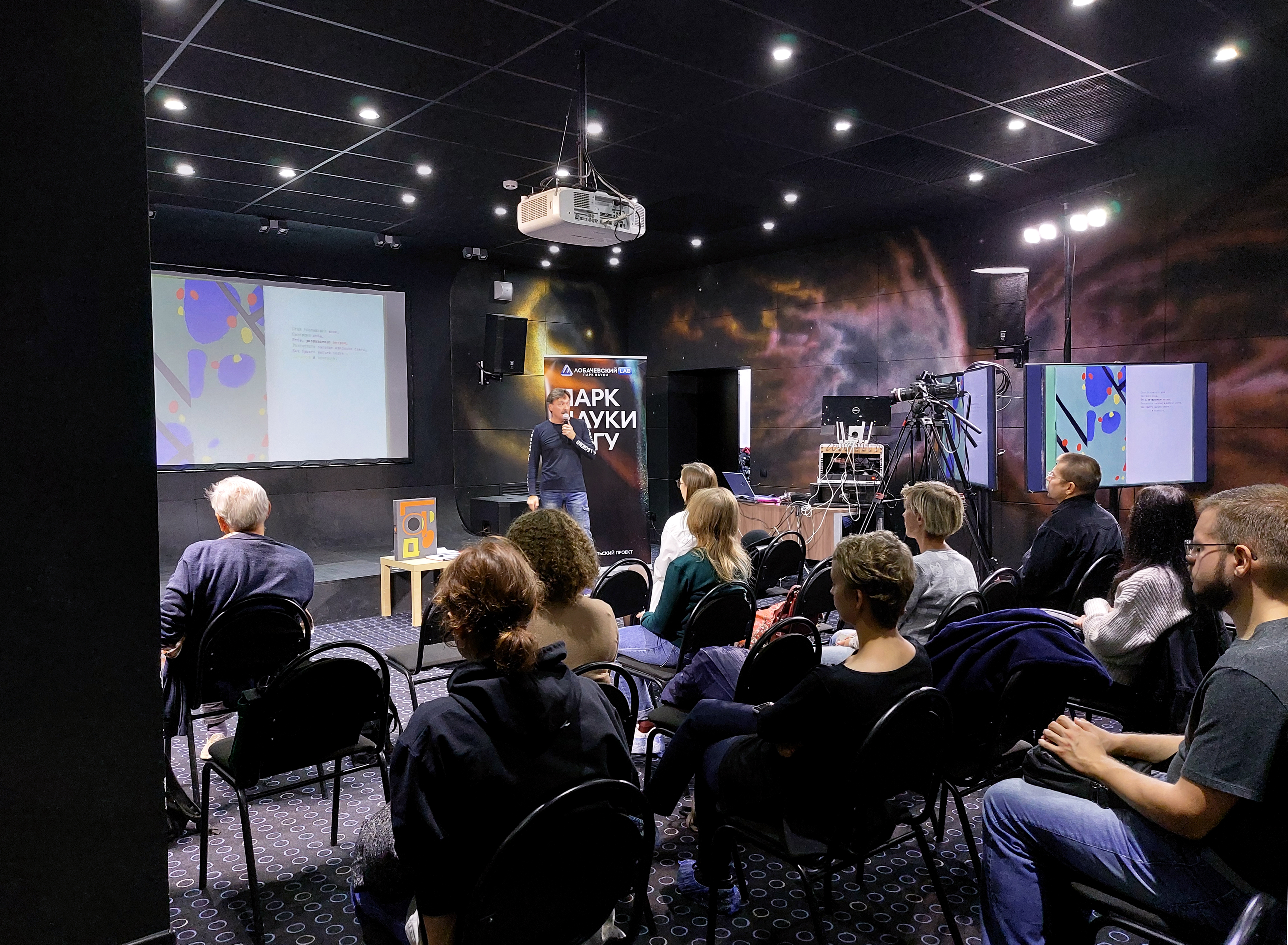
Лобачевский Lab. Н-Н. Лекция «Книга художника: муки и экстаз» (фото — Л. К.). 22.09.2022

Алексей Парыгин автор отдельных публичных лекций, семинаров и мастер-классов по истории авторской печатной графики и книги художника, участник круглых столов по теории и мифологии искусства.
В том числе:
лекция «Субъективный город как проект (печатная графика и книга художника)» для Казанской международной триеннале печатной графики «Всадник» (4 октября 2024, Хазинэ. ГМИИ РТ. Казань);
лекция «Субъективный город как проект» для III Межрегионального опен-эйр фестиваля печатной графики «БурмагинФест» (13 июля 2024, Вологда);
лекция-презентация «Манифест как Книга» в рамках Ночи музеев (18 мая 2024, Библиотека книжной графики. СПб.);
экспресс-курс для художников Гознака «Основы экспертизы печатной графики и краткий курс истории гравюры от появления до наших дней» (3, 4, 5 апреля 2024, Петропавловская крепость. СПб.);
лекции «Художник про книгу художника. От Я до А» (13 февраля 2024, Отдел эстампов и фотографий РНБ. СПб.);
лекции «Постурбанизм: вчера, сегодня, завтра» (01.04.2023, Библиотека книжной графики. СПб.);
курса из пяти занятий «Книга художника в Отделе эстампов РНБ» (2, 9, 16 февраля, 2, 7 марта 2023, Отдел эстампов и фотографий РНБ. СПб.);
серии мастер-классов «Книга художника» (2023, Дом Бенуа. СПб.);
курса из пяти лекций «Наслаждение, доступное многим. История печатной графики» для лектория Русского музея (29 сентября, 13 октября, 10 ноября, 15 декабря, 29 декабря 2022. Михайловский замок. СПб.);
лекции «Стать коллекционером и не разориться?» для mArs Росбалт (2022, СПб);
лекции «Книга художника: муки и экстаз». YouTube для Лобачевский Lab (2022, Нижний Новгород);
лекции «Деньги как Бог Искусство как Деньги» для Пространства на Малой Посадской (2022, Институт философии человека РГПУ. СПб.);
лекции «Краткая история шелкографии как искусства, от начала до нашего времени» (2022, Кубачи);
курса о печатной графике «Теория и практика эстампа» для KGallery (2022, СПб.);
«Книга художника и печатная графика». Телемост Санкт-Петербург — Краснодар, Ростелеком (2019, СПб.);
«Постурбанизм как концепция будущего». Галерея изобразительного искусства имени Давида Какабадзе. Кутаиси. — 2019, 15 июня, суббота. 15.00-16.00. (В рамках арт-фестиваля «Artisterium XII»;
круглый стол «Частная мифология (конструкция и деконструкция)», галерея Борей (2015, СПб)
лекции «История шелкографии от зарождения до наших дней» (2014, СПб.); лекции «Искусство шелкографии в XX веке» для Библиотеки книжной графики (2011, СПб.) и др.

### Конференции
- Книга как субъективный город / Международная научная конференция «Город: культура, память и повседневность». ИНИОН РАН. Москва, 8-9 апреля 2025[119].
- Книга как фрагмент мира (про свою коллекцию) / Трауготовские чтения — 2024. Библиотека книжной графики. Санкт-Петербург, 26-27 апреля 2024[120];
- Проект «Город как субъективность»: книга художника между словом и изображением / Золотая буква. Искусство книги и журнала в XIX—XXI столетиях. РГГУ. Москва, 9-11 октября 2023[121];
- Книга художника форма, слово, звук, цвет / Текст и образ: визуальный нарратив как актуальное средство коммуникации. ВГБИЛ им. М. И. Рудомино. Москва, 15 мая 2023[122];
- От художника про книгу художника / Трауготовские чтения — 2023. Библиотека книжной графики. Санкт-Петербург, 17-18 марта 2023[123];
- Искусство — это бизнес проект / X ежегодная международная конференция «Экономика VS Искусство». СПбГУ, Факультет свободных искусств и наук. Санкт-Петербург, 16-18 июня 2022[124];
- Субъективный город как книга / Трауготовские чтения — 2022. Библиотека книжной графики. Санкт-Петербург, 18-19 марта 2022[125][126];
- Три века поисков и достижений. Отечественное искусство XVIII—XX веков. РГГУ. Москва, 22-23 ноября 2018[127];
- Авангард XX века в системе обучения / IV Международная конференция «Современные тенденции образования и строительства». АУГСГиП. Санкт-Петербург, 23 мая 2018[128];
- Шелкографский эстамп в Санкт-Петербурге и Москве в 1940—1990-е годы / Проблемы печатной графики. РАХ. Москва, 18-20 мая 2017[129];
- Книга художника как форма искусства; Ранний шелкографский эстамп в России / «Искусство печатной графики: история и современность». ГМИИ РТ. Казань, 19-20 ноября 2015;
- Живописно-пластические идеи раннего авангарда в высшей школе / Международная научно-практическая конференция Актуальные проблемы изучения творчества И. И. Машкова и художников "Бубнового валета. ГМИИ им. И. И. Машкова. Волгоград, 18-19 октября 2011;
- Всероссийская научная конференция Печать и слово Санкт-Петербурга. Северо-Западный институт печати. Санкт-Петербург, 19-20 апреля 2011.
- Книга как объект созерцания (современная «книга художника» в контексте истории) / Международная научная конференция, посвященная 125-летию со дня рождения Алексея Елисеевича Кручёных. ГМ В. В. Маяковского. Москва, 29-30 марта 2011[130];
- Появление художественной шелкографии в США / Всероссийская научно-практическая конференция Визуальные стратегии в классическом и современном искусстве и методы их исследования. РГГУ. Москва, 1 октября 2010;
- Разработка учебных курсов как средство повышения качества подготовки специалистов в высшей школе / Международная научно-практическая конференция Высшая школа: опыт, проблемы, перспективы. РУДН. Москва, 25-26 мая 2010;
- Развитие шелкографии как одной из графических техник / Научная конференция Время дизайна: Модулор 2003. Российский этнографический музей. Санкт-Петербург, 8-9 сентября 2003;
- Курс композиции в подготовке специалиста-гуманитария нехудожественного профиля / Проблемы формирования специалиста в системе высшего гуманитарного образования. СПб ГУП. Санкт-Петербург, 1996.

и ряд других.

## Музейные собрания
Россия
- Эрмитаж. Научная библиотека Эрмитажа. Сектор редких книг и рукописей. (Санкт-Петербург)[131].
- ГМИИ им. Пушкина. Научная библиотека, Сектор редких книг. (Москва).
- Государственный Русский музей. Отдел гравюры XVIII—ХХI вв.; Сектор современной фотографии; Научная библиотека ГРМ, Сектор редких книг. (Санкт-Петербург)[132][133].
- Государственная Третьяковская галерея. Научная библиотека Третьяковской галереи. Фонд редких изданий. (Москва)[134].
- Российская национальная библиотека. Отдел эстампов и фотографий. (Санкт-Петербург)[135].
- Российская государственная библиотека. Отдел эстампов; Фонд Книги Художника (Москва)[136].
- Научная библиотека Российской академии художеств. Сектор Редкой книги. (Санкт-Петербург)[137].
- Музей искусства Санкт-Петербурга XX-XXI веков ЦВЗ Манеж. (Санкт-Петербург)[138].
- Государственный музей истории Санкт-Петербурга.
- Библиотека Российской академии наук (БАН). (Санкт-Петербург).
- Музей Анны Ахматовой в Фонтанном доме. (Санкт-Петербург).
- Центральный Государственный Архив Литературы И Искусства Санкт-Петербурга (ЦГАЛИ, Санкт-Петербург).
- Музейный комплекс «Вселенная воды». (Санкт-Петербург).
- Центр современного искусства им. Сергея Курёхина. (Санкт-Петербург).
- Государственный музей-заповедник Петергоф[139]. (Музей семьи Бенуа).
- Государственный музей В. В. Маяковского. (Москва)[140][141].
- Музей современного искусства «Гараж». Коллекция книги художника. (Москва)[142][143].
- Государственный музейно-выставочный центр «РОСИЗО». Фонд графики. (Москва).
- Российская государственная библиотека искусств. (Москва).
- Государственный Дарвиновский музей. Фонд графики. (Москва).
- AVC Charity Foundation. (Москва).
- Музей АZ. (Москва).
- Московский музей современного искусства. (Москва).
- Всероссийская государственная библиотека иностранной литературы имени М. И. Рудомино. Фонд Редкой книги «Вселенная Гутенберга». (Москва).
- Государственный музей изобразительных искусств Республики Татарстан. Фонд графики. (Казань)[144].
- Астраханская картинная галерея имени П. М. Догадина (Астрахань)[145][146]
- Екатеринбургский музей изобразительных искусств. Коллекция Отечественная живопись и графика XX — начала XXI вв. (Екатеринбург).
- Волгоградский музей изобразительных искусств имени И. И. Машкова. (Волгоград).
- Вологодская областная картинная галерея. Коллекция графики. (Вологда).
- Дагестанский музей изобразительных искусств имени П. С. Гамзатовой. Коллекция графики. (Махачкала)[147].
- Башкирский государственный художественный музей имени М. В. Нестерова. Коллекция графики. (Уфа).
- Мурманский областной художественный музей. Коллекция графики. (Мурманск).
- Музей современного изобразительного искусства на Дмитровской. (Ростов-на-Дону).
- Омский музей изобразительных искусств им. М. А. Врубеля. (Омск).
- Государственный музей истории космонавтики имени К. Э. Циолковского. (Калуга)[148].
- Государственный областной художественный музей «Либеров-центр». (Омск).
- Липецкий музей декоративно-прикладного искусства. (Липецк.)
- Краснодарский краевой художественный музей имени Ф. А. Коваленко. Коллекция графики. (Краснодар).
- Елабужский государственный музей-заповедник. Фонд современной графики. (Елабуга)[149]
- Набережночелнинская картинная галерея. Набережные Челны.
- Национальная библиотека Чувашской Республики. Фонд Геннадия Айги. (Чебоксары).
- Государственный историко-архитектурный и художественный музей Остров-град Свияжск. (Свияжск).
- Музей современного искусства ЕАО. (Биробиджан).
- Зеленодольская художественная галерея. (Зеленодольск).

Англия
- Британская библиотека. (Лондон)[150].

США
- Музей Гетти. Институт исследования Гетти. (Лос-Анджелес)[151].
- Библиотека Принстонского университета. Департамент редких книг и специальных коллекций (Нью-Джерси)[152].
- Библиотека Диринга. Северо-Западный университет. Эванстон (Иллинойс). Фонд Книги художника.
- Библиотека Чапина. Уильямстаун (Массачусетс). Фонд Книги художника.

Нидерланды
- Музей ван Аббе. LS (Альберт Лемменс & Серж Стоммелс) коллекция русской Книги художника Эйндховен (Нидерланды)[153].

Германия
- Саксонская земельная библиотека. Фонд Книги художника (Дрезден)[154].
- Земельная и университетская библиотека Гамбурга. (Гамбург)[59].

Польша
- Национальный музей в Варшаве. Кабинет современной графики и рисунков.

Казахстан
- Государственный музей искусств республики Казахстан им. А. Кастеева. (Алма-Ата)

Латвия
- Латвийская национальная библиотека. Коллекция гравюр и рисунков. (Рига)[155].
- Латвийский Национальный художественный музей. Арсенал. Фонд Книги художника. Научная библиотека. (Рига).

Эстония
- Музей Куму. Научная библиотека (Таллин, Эстония).

Италия
- Luciano Benetton Collection Imago Mundi. Gallerie delle Prigioni. (Тревизо. Италия)[156].
- Archivio di Comunicazione Visiva e Libri d’Artista. (Сицилия)[157].

Испания
- Библиотека Каталонии. Коллекция графики (Барселона)[158].

Мексика
- Национальный музей акварели имени Альфредо Гуати Рохо (Мехико, Мексика).
- Museo de la Acuarela. (Толука-де-Лердо, Мексика).

Босния и Герцеговина
- Mezinárodní portrétní galerie. (Тузла. Босния и Герцеговина).

Республика Македония
- Остен музеј на цртеж. (Скопье. Республика Македония)[159].

Китай
- Художественный музей русского искусства имени Фэнюе/ 凤跃俄罗斯油画美术馆 (Харбин, Китай)[160].

## Выставки
С 1986 года участник около 300 выставок, проходивших в России (СПб, Москва, Ростов-на Дону, Казань, Нижний Новгород, Калуга, Архангельск, Саратов и др.), Нидерландах (Гронинген, Эйндховен), Германии (Киль, Гамбург, Ахен), Гватемала (Сан Педро Карча), Италии (Неаполь, Рим, Кальтаниссетта), Испании (Бильбао), Черногории (Бар), Латвии (Рига), Польше (Варшава), Китае (Пекин), Мексике (Мехико), Индии, Бразилии (Баже), Эфиопии (Аддис-Абеба) и др.
В 2020-е гг. участник серии групповых выставок СПб Академия современного искусства Бессмертных.
В 1990—1994 совместная выставочная работа с А. Корольчуком.

### Персональные выставки
- Постурбанизм-Северо-Запад (печатная графика, арт-объекты из дерева, текстиль). — Библиотека Алвара Аалто. Выборг. 1 июля — 15 августа 2025[163][164].
- PostUrbanJazz. — JFC Jazz Club. Санкт-Петербург. 22 декабря 2023 — 22 февраля 2024[165].
- Постурбанизм: назад в будущее. Алексей Парыгин/ гравюра, объект, коллекция. — Библиотека книжной графики. Санкт-Петербург. 16 марта — 16 апреля 2023[166][167][168][169].
- Clouds/ Облака. — Арт-деревня Витланд. Балтийская коса. 16 — 25 мая 2018[170]
- Линии и точки. — Арт-центр Пушкинская 10, Галерея «Дверь», Санкт-Петербург. 24 февраля — 18 марта 2018[171][172]
- Искусство это бизнес / Бизнес это искусство. — Невский 20 (ротонда). Санкт-Петербург. 17 июня — 6 июля 2015[173][174]
- Posturbanism / Human. — Невский 20 (ротонда). Санкт-Петербург. 3 — 11 октября 2014[175][176]
- Posturbanism / Blow-Up. — Арт-центр Пушкинская 10, Галерея «Дверь». Санкт-Петербург. 12 января — 3 февраля 2013.
- Искусство в лесу (серия инсталляций и перформансов в природной среде). — Карельский перешеек. Июль — август 2010.
- Предметы (живопись, графика, эстамп). — Невский 20 (ротонда). Санкт-Петербург. 17 — 28 февраля 2004[177][178].
- Geometric meditation. — Лавка художника. Санкт-Петербург. 26 мая — 8 июня 2003.
- Искусство — это бизнес. — ЦВЗ Манеж. Санкт-Петербург. — 2000.
- Созерцание денег. — ЦВЗ Манеж. Санкт-Петербург. Апрель — май 1998.
- Аква-Шелк. — Дом ученых на Дворцовой набережной. Санкт-Петербург. 4 октября — 22 октября 1998.
- Несколько коротких пьес для красок, холста и внимательного зрителя. — СПбГУП (кафедра искусствоведения). Санкт-Петербург. Май 1997[179].
- Алексей Парыгин / Живопись, эстамп. — ВЗ СПбСХ. Санкт-Петербург. 9 мая — 9 июня 1996[180].
- Парыгин & Корольчук (живопись, графика). — Генеральное консульство Польши в Санкт-Петербурге. 19 апреля — 7 октября 1993.
- Парыгин & Корольчук (живопись, графика). — Филармония джазовой музыки. Санкт-Петербург. 17 октября — 17 ноября 1993; 15 января — 15 февраля 1994; 13 июня — 10 июля 1994; 8 октября — 8 ноября 1994; 1 марта — 1 апреля 1995.
- Парыгин & Корольчук (живопись, графика). — ГРМ, Лекторий. Санкт-Петербург. 4 декабря 1991 — 4 января 1992[181].
- Парыгин & Корольчук (живопись, графика). — Галерея Дома кино. Санкт-Петербург. 4 — 25 октября 1991[182].
- Шелкографии. — БАН СССР, Ленинград. — 1988.
- Квартирная выставка (графика, объект). — Сквот-мастерская, Литейный проспект, 9 /92, Ленинград. Май 1986.

### Групповые выставки
- International Biennial Of Miniature Art-Graphics And Drawings—Bitola 2025. — Битола. Северная Македония. 12 августа — 12 сентября 2025.
- Формула вселенной. — Государственный музей истории космонавтики имени К. Э. Циолковского. Калуга. 17 июля — 21 сентября 2025[183].
- Статус: эстамп. БурмагинФест. — Вологодская областная картинная галерея. Вологда. 11 июля — 31 августа 2025.
- Non Stop Jazz / Валерий Мишин, Алексей Парыгин, Юрий Штапаков (графика, объекты). — Арт центр Борей. Санкт-Петербург. 3 — 24 мая 2025[184].
- Цвет на бумаге. — СПб ГХПА им. А. Л. Штиглица (Большой зал). Санкт-Петербург. 3 — 17 апреля 2025[185].
- БюроГрафики. — ВЗ (Длинный зал) Санкт-Петербургский Союз художников. Санкт-Петербург. 11 — 23 марта 2025[186].
- История одного саквояжа. — КВЦ Русского музея. Мурманский областной художественный музей. Мурманск. 27 февраля — 22 марта 2025[187].
- Писатели — художники. Пером и кистью. — Музей-усадьба Державина. (Западный корпус, 3-й этаж). Санкт-Петербург. 23 января — 27 февраля 2025[188].
- Коллаж. — Городской выставочный зал. Петрозаводск. 16 января — 16 февраля 2025[189][190].
- Китайско-Российская художественная выставка / 3-я Цзинаньская международная биеннале «Эпоха человеческой мудрости». — Музей искусств Шаньдун (山东省美术馆). Цзинань. (Китай). 20 — 26 декабря 2024.
- Осень-2024. — ВЗ Санкт-Петербургский Союз художников. Санкт-Петербург. 14 ноября — 1 декабря 2024[191].
- Казанская международная триеннале печатной графики «Всадник». — Национальная художественная галерея «Хазинэ». ГМИИ РТ. Казань. 03 октября 2024 — 19 января 2025[192][193].
- 65 лет под крылом пеликана (юбилейная выставка ИХО). — ВЗ Санкт-Петербургский Союз художников. Санкт-Петербург. 24 сентября — 06 октября 2024[194].
- IV Международная биеннале печатной графики «Кубачинская башня». — ВЗ СХРД. Махачкала. 18 июля — 18 августа 2024.
- Илиада (30-летию СПб академии современного искусства Бессмертных). — БКГ. Санкт-Петербург. 20 июня — 3 июля 2024[195].
- Наше всё (30-летию СПб академии современного искусства Бессмертных). — Новый музей. Санкт-Петербург. 15 июня — 14 июля 2024[196].
- Non Stop Jazz (Валерий Мишин, Алексей Парыгин, Дмитрий Шарапов). В рамках XXVII Международного фестиваля искусств «Сергей Осколков и его друзья». — Дом писателя. Санкт-Петербург. 31 мая — 9 июня 2024.
- Наше всё. — ВЗ Санкт-Петербургский Союз художников. Санкт-Петербург. 23 мая — 16 июня 2024[197].
- 100 лет без Ленина (30-летию СПб академии современного искусства Бессмертных). — Новый музей. Санкт-Петербург. 8 мая — 9 июня 2024[198].
- Автопортрет 1900—2024. Графика из частных собраний. — Фонд In Artibus. Москва. 2 апреля — 28 июня 2024.
- Da(r)shak: A Decade of IPEP. — Государственный музей и галерея искусств. Чандигарх. 12 февраля — 31 мая 2024[199].
- XIV Всероссийская выставка «Россия». — Новая Третьяковка (Западное крыло). Москва. 6 — 25 февраля 2024[200][201].
- Современная книга художника. — Отдел эстампов и фотографий РНБ. Санкт-Петербург. 4 декабря 2023 — 28 февраля 2024[202][203][204][205][206].
- Региональная художественная выставка «Санкт-Петербург». — ВЗ Санкт-Петербургский Союз художников. Санкт-Петербург. 16 ноября — 3 декабря 2023[207][208].
- Da(r)shak: A Decade of Printmaking & Viewership. — Музей Бихара. Патна. Индия. 20 октября — 19 ноября 2023[209].
- Свои люди — сочтёмся. СПб академии современного искусства Бессмертных. — Библиотека с выставочным залом. Санкт-Петербург. 11 октября — 8 ноября 2023[210].
- Sixième biennale internationale de poésie visuelle d’Ille sur Tet Catalogne nord. — Ий-Сюр-Те. Франция. 20 июня — 1 июля 2023[211][212].
- Петербург. Кто мы? — ВЗ Санкт-Петербургский Союз художников. Санкт-Петербург. 31 мая — 11 июня 2023[213][214][215].
- Пером и кистью (писатели-художники). — Библиотека Алвара Аалто. Выборг. 1 мая — 30 мая 2023.
- Абстракция и окрестности. — Санкт-Петербургский Творческий союз художников (IFA). Санкт-Петербург. 28 апреля — 12 мая 2023[216].
- Весна-2023. — ВЗ Санкт-Петербургский Союз художников. Санкт-Петербург. 23 марта — 9 апреля 2023[217][218].
- Арт-полет. Обретая крылья. — Государственный музей истории космонавтики имени К. Э. Циолковского. Калуга. 2 марта — 23 апреля 2023[219].
- «13». СПб академии современного искусства Бессмертных. — Артмуза. Санкт-Петербург. 03 февраля — 04 апреля 2023[220][221].
- Что делать? СПб академии современного искусства Бессмертных. — Библиотека с выставочным залом. Санкт-Петербург. 18 января — 8 февраля 2023[222].
- Санкт-Петербург — Москва. — ВЗ Санкт-Петербургский Союз художников. Санкт-Петербург. 1 — 18 декабря 2022[223][224].
- Осень—2022. — ВЗ Санкт-Петербургский Союз художников. Санкт-Петербург. 17 — 27 ноября 2022[225]
- A México con amor. — Национальный музей акварели имени Альфредо Гуати Рохо. Мехико. 11 сентября — 15 октября 2022.
- Петербургский цветной эстамп. — Библиотека с выставочным залом. Санкт-Петербург. 8 — 29 сентября 2022[226].
- Al di là della guerra. Mostra collettiva di arte russa contemporanea. — Fondazione Sormani Prota — Giurleo. Сормано. 12 — 28 августа 2022[227][228].
- III Международная биеннале печатной графики «Кубачинская башня». — Кубачи, Махачкала, Дербент. 4 — 17 июля 2022[229].
- Четыре в квадрате — 16-летие галереи «Дверь». — Музей нонконформистского искусства. Арт-центр Пушкинская 10. Санкт-Петербург. 25 июня — 28 августа 2022[230][231].
- 90 лет Санкт-Петербургскому Союзу художников. — СПбСХ. Санкт-Петербург. 2 — 19 июня 2022[232][233].
- Параллельные флейты века (К 100-летию Елизаветы Мнацакановой). — Культпроект Нигде Кроме. Москва. 30 мая — 12 июня 2022.
- Nuovi corpi nuove forme, Libri d’Artisti — Libri Oggetto (Dalla collezione Archivio di Comunicazione Visiva e Libri d’Artista). — Galleria Civica d’Arte di Palazzo Moncada. Caltanissetta. 7 — 21 мая 2022[234].
- Москва — Санкт-Петербург. Петру Великому-350. — ЦВЗ Союза художников России. Новая Третьяковка (Западное крыло, 4 эт.). Москва. 28 января — 23 февраля 2022[235][236].
- Юбилейная выставка «Комплексное зрелище». — Музей искусства Санкт-Петербурга XX-XXI веков. Санкт-Петербург. 9 декабря 2021 — 27 февраля 2022[237][238].
- Бойс как событие. — Галерея Белка и Стрелка. Таганрог. 27 ноября 2021 — 19 апреля 2022[239].
- 6-я Казанская международная биеннале печатной графики «Всадник». — Государственный музей изобразительных искусств Республики Татарстан. Национальная художественная галерея «Хазинэ». Казанский Кремль. Казань. 30 сентября — 7 декабря 2021[240].
- III Международная триеннале современной графики в Новосибирске. Новосибирский государственный художественный музей. Новосибирск. 16 сентября — 14 ноября 2021[241].
- Гагарин. Обретая крылья. — Открытый клуб. Москва. 2 — 7 сентября 2021[242][243][244].
- Город как субъективность/ Мск.. — Выставочный центр фонда AVC Charity Foundation. Москва. 24 августа — 4 октября 2021.
- Первая Международная триеннале экслибриса и печатной графики малого формата «Памятники культуры мира». — МЦИ Главный проспект. Екатеринбург. 19 августа — 30 сентября 2021.
- 10-th International Triennial of Graphic Art in Bitola. — Битола. Северная Македония. 15 августа — 15 сентября 2021.
- Просто космос… — Санкт-Петербургский Творческий союз художников (IFA). Санкт-Петербург. 14 июня — 4 июля 2021[245].
- Печатная графика санкт-петербургских художников. — Центр современного искусства. Великий Новгород. 14 мая — 14 июня 2021.
- Машкерад (выставка-карнавал). — Галерее Александра Шумова. Москва. 13 мая — 13 июня 2021.
- Цвет на бумаге (межвузовская выставка). — Большой зал СПбХПА им. Штиглица. Санкт-Петербург. 12 — 26 апреля 2021.
- Весна 2021. — СПб СХ. Санкт-Петербург. 25 марта — 10 апреля 2021[246].
- Okanagan Print Triennial 2021. — Vernon Public Art Gallery. Вернон. Канада. 18 марта — 19 мая 2021[247].
- Зеркала и зазеркалье (международный выставочный проект). — Музей искусства Санкт-Петербурга XX-XXI веков. Санкт-Петербург. 10 ноября 2020 — 31 января 2021[248].
- Выставка работ номинантов XI Премии им. Сергея Курёхина за 2019 год. — Центр Современного Искусства имени Сергея Курехина. Санкт-Петербург. 28 ноября — 13 декабря 2020[249].
- Печатная графика Санкт-Петербургских художников. — Мурманский областной художественный музей. Мурманск. 23 октября — 20 декабря 2020.
- Город как субъективность. — Новый выставочный зал Государственного музея городской скульптуры. Санкт-Петербург. 23 октября 2020 — 22 февраля 2021.
- Book as ®evolution / The 5th EIBAB (European International Book Art Biennale) 2020. — Castelului Károlyi (Трансильвания). Румыния. 3 — 12 сентября 2020[250].
- Высокая печать. Grafica. Международный проект по печатной графике. — Набережночелнинская картинная галерея. Набережные Челны. 2 — 21 июня 2020.
- Сопромат. — Музей авангарда на Шаболовке. Москва. 18 февраля — 29 марта 2020[251].
- Ленинградские интеллектуалы и питерские хулиганы. — Мурманский областной художественный музей. Мурманск. 16 января — 16 февраля 2020.
- Печатная графика художников Санкт-Петербурга. — Санкт-Петербургский Союз художников. Санкт-Петербург. 15 — 25 января 2020.
- Работы года 2019. — Санкт-Петербургский Творческий союз художников (IFA). Санкт-Петербург. 27 декабря 2019 — 24 января 2020.
- ЗДаневич: ЗДесь и СЕЙчас. — Московский музей современного искусства. Москва. 2 декабря 2019 — 2 февраля 2020[252].
- IX Уральской триеннале печатной графики 2019. Башкирский государственный художественный музей имени М. В. Нестерова. Уфа. 15 ноября — 15 декабря 2019.
- Буквари и буквы в собрании Эрмитажа. — Эрмитаж (Арапский зал). Санкт-Петербург. 4 сентября 2019 — 12 января 2020[131].
- IV BILA Biennale Internazionale Del Libro D’Artista. — La Rotonda di Badoere. Моргано (Тревизо). Италия. 28 сентября — 27 октября 2019[253].
- МАЯКОВСКИЙ-МАНИФЕСТ. Издание #2 дополненное. — ВГБИЛ им. М. И. Рудомино. Москва. 10 сентября — 26 октября 2019[254].
- Second International Print Biennale Yerevan. — Hay Art Kultural Centr. Ереван. Армения. 7 сентября — 11 ноября 2019[255].
- V Казанская международная биеннале печатной графики «Всадник». — Государственный музей изобразительных искусств Республики Татарстан. Национальная художественная галерея «Хазинэ». Казань. 12 сентября — 10 ноября 2019[256].
- Фестиваль графики-UNI Graphica 2019. — Краснодарский краевой художественный музей имени Ф. А. Коваленко. Краснодар. 12 сентября — 13 октября 2019[257].
- Quatrième biennale internationale de poésie visuelle d’Ille sur Tet Catalogne nord. — Ий-Сюр-Те. Франция. 4 — 16 июня 2019.
- Artisterium XII. Annual International Contemporary Art Exhibition and Art Events. — David Kakabadze Fine Art Gallery. Кутаиси, Тбилиси. Грузия. 11—30 июня 2019[258].
- V Биеннале современной фотографии. — Государственный Русский музей. Санкт-Петербург. 31 января — 30 марта 2019[259].
- Micro/Macrocosm. International Print Exchange Program. — Нагпур, Мумбай, Майсур, Хайдарабад, Калькутта, Нью-Дели. Индия; Катманду. Непал; Эдирне. Турция; Буэнос-Айрес. Аргентина. Декабрь 2018 — октябрь 2019[260][261][262][263].
- 5ª Bienal Internacional de Gravura «Lívio Abramo». — Casa da Cultura Luiz Antonio Marinez Corrêa. Араракуара. Бразилия. 30 ноября 2018 — 30 января 2019.
- Дуализм // Третья Балтийская Биеннале Искусства Книги — 2018. — Творческий Союз Художников (IFA). Санкт-Петербург. 3 — 14 декабря 2018.
- OSTEN Biennial of Drawing. — National Gallery of Macedonia — Chifte Hammam. Скопье. Северная Македония. 22 ноября — 13 декабря 2018.
- Биеннале Новые идеи для города-VIII. — Новый Выставочный зал Государственного музея городской скульптуры. Санкт-Петербург. 15 октября — 28 ноября 2018.
- Third International Printmaking Biennial in Cacak. — Dom kulture Čačak. Чачак. Сербия. 11 октября — 5 ноября 2018.
- «17. INTERBIFEP» Mezinárodní bienále festivalu portrétu. — Mezinárodní portrétní galerie. Тузла. Босния и Герцеговина. 17 сентября — 2 ноября 2018[264].
- II Международная Триеннале современной графики. — Новосибирский государственный художественный музей (НГХМ). Новосибирск. 13 сентября — 4 ноября 2018.
- E’CARTA Mini carte contemporanee. — MAiO Museo dell’Arte in Ostaggio e delle grafiche visionarie. Кассина-де-Пекки. Италия. 14 — 27 октября 2018.
- 3° Bienal Internacional de Miniprint 2018. — Лагуна-Пайва. Аргентина. 15 сентября — 15 октября 2018.
- Русский Букварь (Групповой проект в формате Livre d`Artiste). — Галерея На Каширке. Москва. 1 сентября — 6 октября 2018[265].
- Personajes y otros retratos. — Galería Santa Thekl Atelier. San Pedro Carchá Alta Verapaz. Guatemala. 5 июля — 31 августа 2018.
- Il PIACERE NEI LIBRI rassegna di arte erotica dagli ex libris ai libri d’artista. — Кастель-Нуово (Зал ангелов). Неаполь. Италия. 9 — 24 июня 2018[266].
- Made in Japan. — Санкт-Петербургский Творческий союз художников (IFA). Санкт-Петербург. 14 — 28 июня 2018.
- Caras De Rusia. 40 Acuarelistas. — Музей акварели. Толука-де-Лердо. Мексика. 13 апреля — 6 мая 2018.
- Новая библиотека. — Музей искусства Санкт-Петербурга XX-XXI веков. Санкт-Петербург. 18 января — 25 февраля 2018.
- Революция (100 лет Октябрьской революции). — Дом Менцендорфа. — Рига. Латвия. 7 ноября — 5 декабря 2017.
- 4-я Казанская международная биеннале печатной графики «Всадник». — Государственный музей изобразительных искусств Республики Татарстан. Национальная художественная галерея «Хазинэ». Казань. 1 ноября — 8 декабря 2017.
- Sculture da Viaggio — omaggio a Bruno Munari. — Museo Regionale Interdisciplinare di Caltanissetta. Сицилия. Италия. 14 октября — 31 декабря 2017[267][268].
- 20th Beijing Art Expo. — China International Exhibition Center. Пекин. Китай. 31 августа — 3 сентября 2017.
- Baleta festivals. — ВЗ Дом Менцендорфа. Рига. Латвия. 20 апреля — 20 мая 2017.
- Орфическая космогония (Книга художника). — ЦК Рекорд. Нижний Новгород. 8 февраля — 9 марта 2017.
- 85 лет СПб Союзу художников. — ЦВЗ Манеж. Санкт-Петербург. 20 февраля — 11 марта 2017.
- Форма = Звук. 150-летию Василия Кандинского. — Музей современного изобразительного искусства на Дмитровской. Ростов-на-Дону. 10 февраля — 15 марта 2017.
- Мифология — Пространство и Время // Вторая Балтийская биеннале искусства книги. — Творческий Союз художников (IFA). Санкт-Петербург. 12 октября — 25 ноября 2016.
- Современный миф — Персональный миф // Вторая Балтийская биеннале искусства книги. — Музей Анны Ахматовой. Санкт-Петербург. 10 августа — 4 сентября 2016.
- Книга художника. Marseille / Москва. — ВГБИЛ им. М. И. Рудомино. Москва. 5 — 25 сентября 2016.
- Воздушные замки в небе и на земле. — Галерея XXI века. Москва. 9 августа — 11 сентября 2016.
- Странник Гумилёв (международный выставочный проект в формате книги художника). — РГБИ им. А. Боголюбова. Москва. 6 апреля — 6 мая 2016; Библиотека книжной графики. Санкт-Петербург. 14 — 29 июля 2016.
- Орфическая космогония (выставка книги художника). — Государственный музейно-выставочный центр «РОСИЗО». Москва. 28 мая — 12 июля 2015.
- Книга Художника в России и Великобритании. — Хлебный дом ГМЗ «Царицыно». Москва. 13 марта — 18 мая 2014; Саратовский художественный музей имени А. Н. Радищева. Дом-музей Павла Кузнецова. 7 августа — 30 сентября 2014.
- Маяковский — Манифест. — Центр современного искусства «Винзавод». Галерея Проун. Москва. 25 декабря 2013 — 19 января 2014.
- Die Verwandlung. 25 Jahre russische Künstlerbücher. — Государственная и университетская библиотека им. Карла фон Осецкого. Гамбург. 13 декабря 2013 — 2 марта 2014; Университетская библиотека Киля. Киль. 14 марта — 27 апреля 2014.; Музей ван Аббе. Эйндховен. 31 мая — 31 июля 2014.
- Первая книга. — Хлебный дом ГМЗ «Царицыно». Москва. 13 февраля — 21 апреля 2013.
- Ventanas a Rusia. — Национальный музей акварели имени Альфредо Гуати Рохо. Мехико. 18 марта — 16 апреля 2012.
- Latvijas Nacionālās bibliotēkas grafikas jaunieguvumi (gravīras, grāmatu plates, zīmējumi): 2010—2011. — Латвийская национальная библиотека. Рига. 26 января — 25 февраля 2012[269].
- Петербург 2011. — ЦВЗ Манеж. Санкт-Петербург. 6 — 26 января 2012.
- Музей «Книга художника». — Музей современного искусства «Эрарта». Санкт-Петербург. 9 июня — 9 июля 2011.
- Кружатся новые книги (к 100-летию книжного арт-эксперимента в России и 125-летию А. Крученых). — Государственный музей В. В. Маяковского. Москва. 28 марта — 3 апреля 2011.
- Смертная казнь: За и Против. — Музей политической истории России. Санкт-Петербург. 6 декабря 2010 — 11 января 2011.
- Something to do with staples! — Galerie Ppunt (Гронинген, Нидерланды). Сентябрь 2010.
- 75 лет традиций и новаторства. — ЦВЗ Манеж. Санкт-Петербург. 7 — 17 ноября 2008.
- 300 лет Санкт-Петербурга в зеркале акварели. — ГМЗ «Петергоф». Музей семьи Бенуа. 8 июля — 30 августа 2003.
- Равноденствие II (Парыгин, Корольчук, Иосифов). — Невский 20 (ротонда). Санкт-Петербург. 1 — 15 марта 2003.
- V Bienal Internacional de la Acurela. — Национальный музей акварели имени Альфредо Гуати Рохо. Мехико. Ноябрь 2002 — февраль 2003.
- 70 лет Санкт-Петербургскому союзу художников. — ЦВЗ Манеж. Санкт-Петербург. Август 2002.
- I Биеннале графики в Санкт-Петербурге. — Санкт-Петербургский Союз художников. Санкт-Петербург. 6 — 17 марта 2002.
- «Имена, имена…». Из коллекции Н. и Р. Благодатовых. — Музей нонконформистского искусства Санкт-Петербург. Март 2001.
- Петербург 2000. — ЦВЗ Манеж. Санкт-Петербург. Январь 2001.
- IV Международная биеннале Диалоги. — ЦВЗ Манеж. Санкт-Петербург. Август — сентябрь 1999.
- Из коллекции Н. Благодатова. — Дом Журналистов. Санкт-Петербург. 1999.
- Выставка общества акварелистов СПб. — Музей изобразительных искусств Республики Карелия. Петрозаводск. 1999.
- VIII Международный фестиваль искусств «От авангарда до наших дней». — Малый зал филармонии им. А. И. Глинки. 1999.
- Петербург 98. — ЦВЗ Манеж. Санкт-Петербург. 8 — 27 января 1999.
- 1-я выставка Общества акварелистов СПб. — Елагин дворец. ВЗ «Каретный». Санкт-Петербург. 1998.
- II-й Международный фестиваль экспериментальных искусств и перформанса. — ЦВЗ Манеж. Санкт-Петербург. 1 — 11 августа 1998.
- Весь город мой непостижимый… Выставочный графический центр «Невограф». Санкт-Петербург. 25 мая — 06 июня 1998.
- Петербург 97. — ЦВЗ Манеж. Санкт-Петербург. 9 — 31 января 1998.
- Связь времен. (65 лет Союзу художников России). — ЦВЗ Манеж. Санкт-Петербург. Июль 1997.
- Петербург 96. — ЦВЗ Манеж. Санкт-Петербург. 6 — 26 января 1997.
- Петербург 95. — ЦВЗ Манеж. Санкт-Петербург. 4 — 24 января 1996.
- Осенняя выставка. — Санкт-Петербургский Союз художников. Санкт-Петербург. Ноябрь 1993.
- Новый эстамп (выставка тиражной графики). — Санкт-Петербургский Союз художников. Санкт-Петербург. 1994.
- Малые формы графики. — Санкт-Петербургский Союз художников. Санкт-Петербург. 18 февраля — 9 марта 1994.
- Живопись, Графика, Скульптура (Ал. Парыгин, Ан. Корольчук, Ар. Аветисян). — Филармония джазовой музыки. Санкт-Петербург. 15 января — 15 февраля 1994; 8 октября — 8 ноября 1994.
- Равноденствие (Вл. Иосифов, Ан. Корольчук, Ал. Парыгин). — Галерея Невский 20. ТСХ. Ленинград. 22 июня — 22 июля 1991.
- Молодёжная выставка. — Выставочный зал Союза художников России на Охте. Ленинград. Июнь 1990.
- Антарктида (Л. Кипарисов, А. Парыгин, В. Иосифов). — Сквот-мастерская Невский 25. Лето 1989.
- Без жури. — Выставочный зал Союза художников России на Охте. Ленинград. Апрель 1989.
- Молодёжная выставка. — Выставочный зал Союза художников России на Охте. Ленинград. 1989.
- Союз № 0 (А. Борков, А. Парыгин, А. Вермешев, А. Ясинский и др.). — Сталепрокатный завод. Ленинград. 5 — 30 декабря 1988.
- Ленинград, история, люди (молодёжная республиканская выставка). — Выставочный зал Союза художников России на Охте. Ленинград. Июнь 1988.

## Библиография

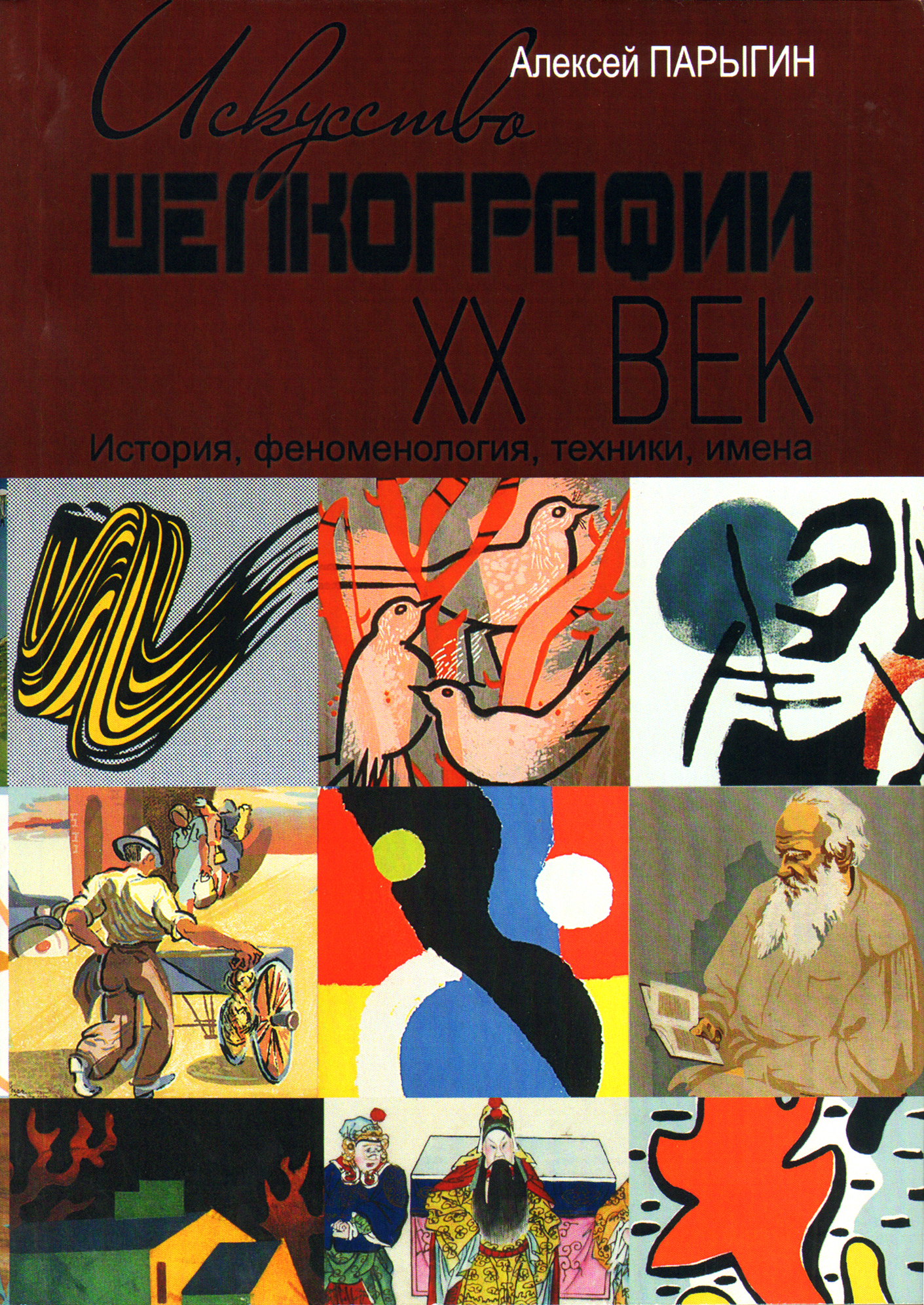
Обложка/

### Монографии
- Парыгин А. Б. Искусство шелкографии. XX век. История, феноменология, техники, имена. — СПб.: СПб ГУТД, 2010. — 304 с. — ISBN 978-5-7937-0490-8.[294]
- Парыгин А. Б. Шелкография как искусство. Техника, история, феноменология, художники. — СПб.: СПб ГУТД, 2009. — 261 с. — ISBN 978-5-7937-0397-0.[295]

### Статьи
Парыгин автор более ста статей по истории графики и вопросам современного искусства, опубликованных на русском, английском, немецком, французском и португальском языках. В том числе ряда материалов для портала Большая российская энциклопедия; серии статей о художниках Санкт-Петербурга для немецкого академического справочника Allgemeines Künstlerlexikon Die Bildenden Künstler aller Zeiten und Völker (AKL) издательства Walter de Gruyter: Н. Ф. Лапшине, О. А. Лягачеве, Ю. К. Люкшине, А. И. Куинджи, В. М. Конашевиче, А. А. Корольчуке, М. А. Копылкове, Н. И. Кофанове, Б. Н. Кошелохове, Г. В. Ковенчуке, С. В. Ковальском, Л. В. Кабачеке, Г. М. Кацнельсоне, А. В. Каплуне, Л. К. Казбекове, Т. С. Кернер и других; циклов статей для сборников Петербургские искусствоведческие тетради.
- Парыгин А. Б. Книга художника: форма, слово, звук, цвет // Открытый доступ: альманах. 2024/1. Гл ред. П. Л. Кузьмин, отв. ред. В. Е. Фролов. — М.: ФГБУК, 2024. — 182 с. — С. 9-12. ISSN 2782-5736
- Парыгин А. Б. От художника про книгу художника // Сборник материалов тринадцатой научно-практической конференции / под ред. А. К. Кононова. — «Трауготовские чтения 2023». — СПб.: БКГ, 2024. — 424 с., ил. — С. 328—333.
- Парыгин А. Б. Шелкография в искусстве США 1930—1940-х гг. / Большая российская энциклопедия. 2024.
- Парыгин А. Б. Шелкография в российском искусстве 1930—1960-х гг. / Большая российская энциклопедия. 2024.
- Парыгин А. Б. Изобретение шелкографии / Большая российская энциклопедия. 2024.
- Парыгин А. Б. Искусство как бизнес или что есть искусство? В сб.: Экономика VS Искусство. Альманах Центра экономической культуры / под ред. Д. Кадочникова, А. Погребняка, Д. Раскова. — М., СПб.: Изд-во Института Гайдара; Центр экономической культуры, 2024. — 360 с. — С. 167—176. Тираж — 200 экз. ISBN 978-5-93255-651-1
- Парыгин А. Б. Субъективный город как книга // Сборник материалов двенадцатой научно-практической конференции — «Трауготовские чтения 2022» / под ред. А. К. Кононова. — СПб.: БКГ, 2023. — 360 с., ил. — С. 161—176. ISBN 978-5-6049512-9-3[299]
- Парыгин А. Б. Постурбанизм — терминологический аспект // Петербургские искусствоведческие тетради, выпуск 75, СПб.: АИС, 2023. — С. 175—178. ISBN 978-5-906442-40-6
- Парыгин А. Богема (записки художника) // Волга, Саратов. 2022, № 7-8 (499). — С. 138—145[300].
- Parygin Alexey A City as an Artist’s Subjectivity / Artist’s Book Yearbook 2022—2023. Edited by Sarah Bodman. — Bristol: CFPR (Centre for Fine Print Research). University of the West of England, 2022. — 292 pp. (англ.) ISBN 978-1-906501-22-8[301]
- Парыгин А. Б. Постурбанизм как гипотеза. — Петербургские искусствоведческие тетради, выпуск 68, СПб.: АИС, 2022. — С. 255—259. ISBN 978-5-906442-32-1
- Парыгин А. Б. Созерцание денег (авторский комментарий к проекту). — Петербургские искусствоведческие тетради, выпуск 68,СПб.: АИС, 2022. — С. 260—265. ISBN 978-5-906442-32-1
- Парыгин А. Б. Искусство — это бизнес (авторский комментарий к проекту). — Петербургские искусствоведческие тетради, выпуск 68, СПб.: АИС, 2022. — С. 248—254. ISBN 978-5-906442-32-1
- Parygin Alexey «A City as the Artist’s Subjectivity» is an Artist is a large Russian project in the livre d’artiste format // Book Arts Newsletter. — No. 140. Bristol: CFPR (Centre for Fine Print Research). University of the West of England. 2021, July — August. — P. 46-48. (англ.) ISSN 17549086[302]
- Парыгин А. Б. Мои ранние авторские книги. — Петербургские искусствоведческие тетради, выпуск 67, СПб.: АИС, 2021. — С. 232—241. ISBN 978-5-906442-31-4
- Парыгин А. Б. Город как субъективность художника // Петербургские искусствоведческие тетради, выпуск 64, СПб.: АИС, 2021. — С. 77-84. ISBN 978-5-906442-28-4
- Парыгин А. Б. Частная коллекция Алексея Парыгина / Погарский М. Книга художника [х]. Том III. Практика. — М.: Треугольное колесо — 2021. — С. 252—254. ISBN 978-5-9906919-6-4
- Парыгин А. Б. Город как субъективное пространство художника / Город как субъективность художника. Групповой проект в формате книги художника/ Каталог. Авт. вст. статей: Парыгин А. Б., Марков Т. А., Климова Е. Д., Боровский А. Д., Северюхин Д. Я., Григорьянц Е. И., Благодатов Н. И. Под общей редакцией Парыгина А. Б. — СПб.: Изд. Т. Маркова. — 2020. — 128 с.: цв. ил., С. 5. (рус.) (англ.) Тираж — 500 экз. (400 + 100). ISBN 978-5-906281-32-6[303]
- Парыгин А. Б. Про искусство (в ритме автобиографии) // Петербургские искусствоведческие тетради, выпуск 58, СПб.: АИС, 2020. — С. 223—252[304].
- Парыгин А. Б. Печатная графика между «вчера» и «завтра» // Вст. ст. каталога «Печатная графика Санкт-Петербургских художников». СПб.: СПб СХ. 2020. — 192 с., С. 3—8.
- Парыгин А. Б. Искусство авангарда в системе обучения студентов-средовиков. В сб.: Три века поисков и достижений. Отечественное искусство XVIII—XX веков. — М.: БуксМАрт, 2020. — 184 с. — С. 133—136. ISBN 978-5-907043-50-3
- Парыгин А. Б. Постурбанизм как концепция будущего // Петербургские искусствоведческие тетради, выпуск 53, СПб.: АИС, 2019. — С. 236—238.
- Paryguine А. Idée et Manifeste [Posturbanisme] // Revue Trakt. — Nu. 6; Juin 2018. — Paris. — pp. 26-28 (фр.)
- Парыгин А. Б. Дуальность вербального и визуального в книге художника // Вступ. ст. к каталогу в-ки Дуализм (3 Балтийская Биеннале Искусства Книги — 2018). СПб.. 2018. — С. 8-9.
- Парыгин А. Б. Сетчатые трафареты в восточном искусстве // Петербургские искусствоведческие тетради, выпуск 48, СПб.: АИС, 2018. — С. 200—202.
- Парыгин А. Наброски художника о 80-х // Педагогические вести, № 22-24, СПб.: РГПУ, ноябрь 2017. — С. 12.
- Парыгин А. Б. Генезис «Книги художника» // Вестник СПб Государственного университета технологии и дизайна. — 2016. — Серия 2. № 3, СПб.: СПГУТД, 2016. — С. 106—113, ил.
- Парыгин А. Б. Книга художника как форма искусства // «Искусство печатной графики: история и современность». В сб. н. статей по материалам научной конференции Четвёртые казанские искусствоведческие чтения 19-20 ноября 2015. — Казань: ГМИИ РТ, 2015. — С. 75-78, ил.[305]
- Parygin A. B. Ljukšin, Jurij, Ljagačev, Oleg / Allgemeines Künstlerlexikon Die Bildenden Künstler. — Walter de Gruyter. Band 85 — 2015, 540 S. ISBN 978-3-11-023190-8 (нем.)
- Парыгин А. Б. Послесловие к выставке Ленинградский эстамп 1920—1980-е // Петербургские искусствоведческие тетради, выпуск 34, СПб.: АИС, 2015. — С. 45-57.
- Парыгин А. Б. Мой курс «Экспертиза графического искусства» // Вестник СПб Государственного университета технологии и дизайна. — 2015. — Серия 3. № 3, СПб.: СПбГУТД, 2015. — С. 40-47, 15 цв. и чб. ил. ISSN 20798210
- Парыгин А. Б. Финская авторская шелкография 1950—2000 годов // Дизайн. Материалы. Технология. № 1 (36), СПб.: СП ГУТД, 2015. — С. 81-84, цв. ил. ISSN 19908997
- Парыгин А. Б. Невский-25. Субъективные записки художника // Петербургские искусствоведческие тетради, выпуск 31, СПб.: АИС, 2014. — С. 187—194[306].
- Parygin A. B. Lapšin, Nikolaj; Kuindži, Archip / Allgemeines Künstlerlexikon Die Bildenden Künstler. — Walter de Gruyter. Band 82 — 2014, 539 S. ISBN 978-3-11-023186-5 (нем.)
- Парыгин А. Б. Новый «Клоп» Гаги Ковенчука // Петербургские искусствоведческие тетради, выпуск 29, СПб.: АИС, 2014. — С. 10-13.
- Parygin A. B. Konasevic, Vladimir; Korolcuk, Andrej; Kopylkov, Michail; Kofanov, Nikolaj / Allgemeines Künstlerlexikon Die Bildenden Künstler. — Walter de Gruyter. Band 81 — 2013, 540 S. ISBN 978-3-11-023186-1 (нем.)
- Парыгин А. Б. Клоп — 2013, с. 140—165 в книге: Георгий Ковенчук (Гага) рисует «Клопа». — авт. вст. ст.: Ковенчук Г. В., Боровский А. Д., Парыгин А. Б. — СПб.: Изд. Т. Маркова. 2013. — 176 с., цв. ил. ISBN 978-5-906281-08-1
- Parygin A. B. Koselochov, Boris; Kovencuk, Georgij; Kovalskij, Sergej / Allgemeines Künstlerlexikon Die Bildenden Künstler. — Walter de Gruyter. Band 80 — 2013, 540 S. ISBN 978-3-11-023185-4 (нем.)
- Парыгин А. Б. Зарождение русской шелкографии // Уральское искусствознание и музейное дело: опыт, проблемы, перспективы. Сб. мат. конф. Всероссийских искусствоведческих чтений памяти Б. В. Павловского. ЕМИИ, 2011. — Екатеринбург. 2013. — С. 194—198.
- Парыгин А. Б. Московская шелкография 1950—2010 годов // Дизайн. Материалы. Технология. № 3 (28), СПб.: СП ГУТД, 2013. — С. 77-82, цв. ил.
- Parygin A. B. Kabacek, Leonid; Kacnelson, Grigorij; Kaplun, Adrian; Kazbekov, Latif; Kerner, Tatjana / Allgemeines Künstlerlexikon Die Bildenden Künstler. — Walter de Gruyter. Band 79 — 2013, 535 S. ISBN 978-3-11-023184-7 (нем.)
- Парыгин А. Б. Канадский шелкографский проект (1942—1963) // Петербургские искусствоведческие тетради, выпуск 26, СПб.: АИС, 2013. — С. 228—230.
- Парыгин А. Б. Первые шаги художественной шелкографии в Канаде // Дизайн. Материалы. Технология. № 4 (24), СПб.: СП ГУТД, 2012. — С. 90-95, цв. ил.[307]
- Парыгин А. Б. Шелкография в искусстве послевоенной Германии // Дизайн. Материалы. Технология. № 2 (22), СПб.: СПГУТД, 2012. — С. 66-72, цв. ил.
- Парыгин А. Б. Живописный авангард XX века как школа // Вестник СПб Государственного университета технологии и дизайна. — 2012. — Серия 3. № 1, СПб.: СПГУТД, 2012. — С. 88-92, цв. ил.
- Парыгин А. Б. Шелкография — вопрос приоритета // Петербургские искусствоведческие тетради, выпуск 23, СПб.: АИС, 2012. — С. 205—209.
- Парыгин А. Б. Живописно-пластические идеи раннего авангарда в высшей школе // сб. н. статей по материалам научной конференции Актуальные проблемы изучения творчества И. И. Машкова и художников «Бубнового валета». — В.: Волгоградский музей изобразительных искусств имени И. И. Машкова, 2011. — С. 308—319.
- Парыгин А. Б. Появление художественной шелкографии в США // «Визуальные стратегии в классическом и современном искусстве»: сб. н. статей по материалам международной научной конференции. — М.: РГГУ, 2011. — С. 98-110.
- Парыгин А. Б. Первые шаги творческой шелкографии в США // Артикульт. 2011. 2(2). С. 112—119[308].
- Парыгин А. Б. Первые шаги творческой шелкографии в России // Дизайн. Материалы. Технология. № 2 (17), СПб.: СПГУТД, 2011. — С. 74-78, 4 цв. ил., 5 ч/б ил.
- Парыгин А. Б. Происхождение термина «шелкография» // Петербургские искусствоведческие тетради, выпуск 21, СПб.: АИС, 2011. — С. 179—180.
- Парыгин А. Б. Курс живописи и рисунка на кафедре интерьера СПГУТД // Петербургские искусствоведческие тетради, выпуск 21, СПб.: АИС, 2011. — С. 181—190.
- Парыгин А. Б. Первые шаги творческой шелкографии (сериграфии) в Европе // Дизайн. Материалы. Технология. № 3 (14), СПб.: СПГУТД, 2010. — С. 114—116, ил.
- Парыгин А. Б. Шелкография до шелкографии // Петербургские искусствоведческие тетради, выпуск 5, СПб.: АИС, 2004. — С. 146—153.
- Парыгин А. Б. Шелкография на современном художественном рынке// Ученые записки факультета искусств СПб ГУП. — СПб.: СПб ГУП, 2001. — С. 36-42.
- Парыгин А. Б. Курс композиции в подготовке специалиста-гуманитария нехудожественного профиля // Н-м. конф. — «Проблемы формирования специалиста в системе высшего гуманитарного образования». Тез. докл. — СПб.: СПб ГУП, 1996. — С. 192—193.

### Интервью
- Алексей Парыгин. Постурбанизм: знаки в пространстве идей. — Интервью Елене Григорьянц // Авансцена. 2023 (11), декабрь, № 3, 4. — С. 148—155. Тираж — 2000 экз. ISSN 2712-7982 ISBN 978-5-907685-39-0
- Алексей Парыгин/ Голоса художников. Библиотека книжной графики. (Видео — Вера Андроханова, Ольга Дербуш, Вера Картавцева, Анастасия Скворцова). 14 августа 2023.
- Возвращение к истокам. Лана Конокотина. НТВ — Санкт-Петербург. «Сегодня в Санкт-Петербурге». 2023, 16 марта. 19:30.
- Мир графики Архивная копия от 11 января 2022 на Wayback Machine. Лана Конокотина. НТВ — Санкт-Петербург. «Сегодня в Санкт-Петербурге». 2022, 10 января. 19:30.
- «Россия докатилась до новой этики»: художник Парыгин назвал жалобы на «обнажёнку» в Эрмитаже декларацией варварства Архивная копия от 18 апреля 2021 на Wayback Machine. Интервью Алексея Парыгина Анжеле Новосельцевой. Росбалт. — 2021, 8 апреля. 19:05.
- Город — как комикс, город — как настольная игра, город — как биполярное расстройство Архивная копия от 1 ноября 2020 на Wayback Machine, говорим с кураторами выставки — художником Алексеем Парыгиным и завотделом гравюры ГРМ Екатериной Климовой (ведущая — Алеся Крупанина). Радио Комсомольская Правда. Архив эфира. — 2020, 26 октября.
- Уникальный художественный проект представлен в Музее городской скульптуры Архивная копия от 26 ноября 2020 на Wayback Machine. Интервью с художником Алексеем Парыгиным. Радио России — Санкт-Петербург (ведущая — Елена Медведева). — 2020, 23 октября. 18.00.
- Российские художники рассказали истории о любви и ненависти к городам Архивная копия от 19 января 2021 на Wayback Machine. Лана Конокотина. НТВ — Санкт-Петербург. «Сегодня в Санкт-Петербурге». 2020, 23 октября. 19:30.
- «Любой мегаполис — это всегда отчасти Вавилон» Архивная копия от 30 ноября 2020 на Wayback Machine. В будущем нас ждет эпоха постурбанизма, и многие люди будут стремиться уехать из больших городов. Интервью с художником Алексеем Парыгиным. Росбалт (беседовала Анжела Новосельцева). — 2020, 22 октября.
- Новые идеи для города-VIII. Интервью с кураторами выставки — Анной Ковалевской и художником, участником выставки — Алексеем Парыгиным (ведущая — Екатерина Хомчук). Радио Петербург. Передача «Встречи на Итальянской». 2018, 25 октября. Чтв. 19.07—19.40.
- В Петербурге стартовала выставка о бизнесе в искусстве Архивная копия от 24 декабря 2021 на Wayback Machine. Телеканал Санкт-Петербург. 2015, 18 июня.
- Интервью с художником Алексеем Парыгиным / Сюжет про мастерскую (ведущий — Иннокентий Иванов. ТРК «Петербург». Информ ТВ. 1994, 21 мая, 19.30.

### Каталоги
- Осень 24. Каталог выставки. СПб.: ООО Артиндекс. — 2025. — 180 с., ил. — С. 80—81. Тираж — 150 экз. ISBN 978-5-903733-99-6
- Наше всё. Каталог выставки/ Авт. вст. ст.: Яхнин О. Ю., Неверова И. А., Троицкая Н. Е. СПб.: ООО Антиква. — 2024. — 112 с., ил. — С. 38—39. Тираж — 200 экз.
- Илиада & Наше всё / Каталог двух выставок (30-летию СПб академии современного искусства Бессмертных). Авт. вст. ст.: Волосенков Ф. В. СПб.: Знакъ. — 2024. — 128 с. (68 + 60), ил. — С. 36—37; 42—43. Тираж — 23 экз.
- Санкт-Петербург. Каталог выставки/ Авт. вст. ст.: Муратов А. СПб.: ООО «Сильверпринт». — 2024. — 202 с., цв. ил. — С. 90, 91, 92. Тираж — 300 экз.
- Свои люди сочтёмся/ Каталог выставки. Авт. вст. ст.: Волосенков Ф. В. СПб.: Знакъ. — 2023. — 66 с., ил. — С. 38—39. Тираж — 23 экз.
- Nuire № 11. Sixième biennale internationale de poésie visuelle d’Ille sur Tet Catalogne nord / Catalog. Ille sur Tet. — 2023. — 116 pp. — P. 88. (фр.) ISSN: 2553-4831[309]
- Весна — 2023. Каталог выставки/ Авт. вст. ст.: Муратов М. А., Филиппова И. И., Неверова И. А., Агалюлина Ю. К., Сурова Е. Э. СПб.: ООО «Антиква». — 2023. — 116 с., цв. ил. — С. 42—43, 107. Тираж — 200 экз.
- «13». Академия бессмертных/ Каталог выставки. Авт. вст. ст.: Благодатов Н. СПб.: Знакъ. — 2023. — 100 с., ч.б. ил. — С. 64—65. Тираж — 30 экз.
- Постурбанизм: Назад в будущее. Алексей Парыгин. Гравюра, объект, коллекция. Авт. вст. ст.: Конокотина Л., Кононихин Н. СПб.: БКГ. — 2023. — 24 с.[310]
- Что делать?/ Каталог выставки. Авт. вст. ст.: Волосенков Ф. В. СПб.: Знакъ. — 2023. — 70 с., ил. — С. 38—39. Тираж — 20 экз.
- Кубачинская башня III Международная биеннале печатной графики «Кубачинская башня»: Каталог. Авт. вст. ст.: Ханмагомедов Ю., Сергеев А. Махачкала: ИЦ Мастер. — 2022. — 224 с. — С. 115, 190. (рус.) (англ.) ISBN 978-5-60472121-2-2 Тираж — 500 экз.
- Kolekcija. Iespiedgrafika Latvijas Nacionālās bibliotēkas Mākslas krājumā / Mākslas krājumā, Dmitrijs Zinovjevs, Mārtiņš Mintaurs, Anda Boluža. Rīga: NLB. — 2022. — 230 lpp. — 177—178. Tirāža 300. (латыш.) ISBN 9789934610240
- Москва — Санкт-Петербург. Петру Великому-350 / Каталог выставки. Авт. вст. ст.: Гавриляченко С. А., Лагутенкова В. А., М.: СХР — 2022. — 272 с., цв. ил. С. 201. Тир. 500 — экз.
- Imago Mundi/ Beyond the Black square. Contemporary Artists from St. Petersburg. Texts: Luciano Benetton, Liliana Malta, Gleb Ershov. — Treviso: Antiga Edizioni, 2021. — 480 pp. — P. 308—309, цв. ил. (рус.) (англ.) (итал.) ISBN 978-88-8435-135-7[311][312]
- Гагарин. Обретая крылья (выставочный проект в жанре «Книга художника»). Авт. вст. ст.: Щелокова М. М.: Открытый клуб. — 2021. — 28 с. [без пагинации]. Тираж — 100 экз.
- 5-я Казанская международная биеннале печатной графики «Всадник». Каталог / Авт. вст. ст.: Р. Нургалеева, О. Л. Улемнова. Казань: Заман. — 2021. — 128 с., цв. ил. — C. 14, 62. Тираж — 300 экз. ISBN 978-5-4428-0184-2
- III Международная триеннале современной графики. Каталог (НГХМ). Авт. вст. ст.: Вл. Назанский. Новосибирск: Изд-й дом «Вояж». — 2021. — 276 с., цв. ил. — С. 210—211. Тираж — 500 экз.[313]
- Весна — 2021/ Каталог выставки. СПб.: Артиндекс. — 2021. — 255 с., цв. ил. — С. 122—123. Тираж — 300 экз. ISBN 978-5-903733-85-9
- Первая Международная триеннале экслибриса и печатной графики малого формата «Памятники культуры мира». Авт. вст. ст.: И. Оськина. Екатеринбург. — 2021. — 168 с., цв. ил. — С. 144. Тираж — 500 экз.
- Second International Print Biennale (07.09—07.11.2019). Yerevan. — 2021. — С. 357. (арм.) (англ.)
- Сопромат/ Альбом группового проекта. Авт. сост.: К. Матиссен. М.; Н. Новгород: Экспресс. — 2021. — 128 с. — С. 48-49, 74. Тираж — 300 экз.
- Город как субъективность художника. Групповой проект в формате книги художника/ Каталог. Авт. вст. статей: Парыгин А. Б., Марков Т. А., Климова Е. Д., Боровский А. Д., Северюхин Д. Я., Григорьянц Е. И., Благодатов Н. И.. Под общей редакцией Парыгина А. Б. — СПб.: Изд. Т. Маркова. — 2020. — 128 с.: цв. ил. (рус.) (англ.) ISBN 978-5-906281-32-6 Тираж — 500 экз.
- Зеркала и зазеркалье. Международный выставочный проект. Каталог. МИСП. Авт. вст. статей: Толстая О., Шакирова Л., Пацюков В., Ипполитов А. СПб.: НП-Принт. — 2020. — 208 с.: цв. ил. С. 168—169. Тираж — 500 экз.
- Печатная графика Санкт-Петербургских художников / Каталог. Авт. вст. ст.: Н. Ю. Кононихин, А. Б. Парыгин. СПб.: СПбСХ. — 2020. — 192 с., цв. ил. — С. 118—119. Тираж — 200 экз. ISBN 978-5-6043891-1-9
- Осень — 2020 / Каталог / Авт. вст. ст. А. М. Муратов, И. И. Филиппова. СПб.: СПбСХ. — 2020. — 210 с.: цв. ил. — С. 98-99. Тираж — 300 экз.
- 4-я Казанская международная биеннале печатной графики «Всадник». Каталог / Авт. вст. ст. О. Л. Улемнова. Казань: Заман. — 2019. — 128 с., цв. ил. — С. 62-63. Тираж — 300 экз. ISBN 9785442801408
- Поэзия неведомых слов в XXI веке / Катаог проекта. Авт. вст. ст.: П. Казарновский, М. Погарский. М.: AVC Charity. — 2019. — 98 с., цв. ил.
- Зданевич здесь и сейчас / Катаог проекта. Авт. вст. ст.: П. Казарновский, М. Погарский. М.: AVC Charity. — 2019. — 110 с., цв. ил.
- IX Международная выставка Уральской триеннале печатной графики. Каталог / Авт. сост. И. Н. Оськина. Уфа. — 2019. — 216 с., цв. ил. — С. 146. Тираж — 350 экз.
- Международный Фестиваль графики-UNI Graphica 2019: каталог. Авт. вст. ст.: А. Л. Полтинникова. Краснодар: ИП Капустина. 2019. — 102 с. [без пагинации], цв. ил. Тираж — 100 экз.
- Artisterium XII. Artisterium On the Road / Catalog (7 notebooks in the cover). Tbilisi: Artisterium. — 2019. (груз.) (англ.)[314].
- Рисунок Санкт-Петербургских художников / Каталог выставки в СПб СХ. Авт. вст. ст.: Л. Н. Вострецова. СПб.: ООО Таро. — 2019. — 148 с., цв. ил. — С. 104—105. Тираж — 200 экз.
- II Новосибирская международная триеннале графики / Каталог выставки в НГХМ. Новосибирск. — 2019. — 191 с., цв. ил. — С. 159. Тираж — 500 экз.
- Nuire № 5. Quatrième biennale internationale de poésie visuelle d’Ille sur Tet Catalogne nord / Catalog. Ille sur Tet. — 2019. — 95 pp. — P. 82. (фр.)
- Portfolio 5ª Bienal Internacional de Gravura «Lívio Abramo» / Artigo introdutório de Rita Michelutti. Catalog. Araraquara/SP. — 2019. — 70 p. (порт.)[315]
- 5ª Bienal Internacional de Gravura «Lívio Abramo» / Catalog. Araraquara/SP. — 2019. — 23 p. (порт.)[316]
- Осень — 2018 / Каталог / Авт. вст. ст. М. Д. Изотова. СПб.: Артиндекс. — 2019. — 444 с.: цв. ил. — С. 245. Тираж — 1000 экз. ISBN 978-5-903733-68-2
- Работы года — 2018 / Каталог выставки (10-я — юбилейная). СПб.: IFA / Творческий Союз Художников. — 2019. — 156 с., цв. ил. — С. 88.
- V Фотобиеннале современной фотографии. Русский музей / Каталог. СПб.: Palace Editions, ГРМ. — 2018. — 240 с., цв. ил. С. 165.
- MicroMacroCosm / Catalog. Mumbai. IPEP — 2018. — 24 pp. (англ.)
- Made in Japan / Каталог выставки в Творческом Союзе Художников. СПб.: IFA. — 2018. — 68 с., цв. ил. — С. 43.
- OSTEN BIENNIAL of DRAWING Skopje 2018 / Catalog. Skopje: Остен музеј на цртеж — 2018. — 224 с. — С. 162. Тираж — 500. (макед.) ISBN 978-608-4837-04-6[317]
- Third International Printmaking Biennial in Cacak / Catalog. Cacak. — 2018. — 105 с., цв. ил. — С. 26. Тираж — 250 экз.[318]
- «17. INTERBIFEP» Mezinárodní bienále festivalu portrétu / Catalog. Tuzla: Mezinárodní portrétní galerie Tuzla. — 2018. — 186 p. P. 130[319].
- Новые идеи для города — VIII / Каталог выставки. Авт. вст. ст.: А. А. Ковалевская. СПб.: ГМГС, 2018. — 56 с., цв. ил. Тираж — 500 экз.
- Il PIACERE NEI LIBRI rassegna di arte erotica dagli ex libris ai libri d’artista / Catalogo Biennale del libro d’artista IV Edizione. Napoli: Lineadarte, 2018. — 180 pp. (итал.)
- Дуализм. Третья балтийская биеннале искусства книги (каталог выставки). Авт. вст. ст.: И. Гринчель, А. Парыгин, Е. Григорьянц. СПб, 2018. — 100 с., цв. ил.[320]
- Санкт-Петербургскому союзу художников 85 лет // Каталог выставки. Авт. вст. ст.: Ан. Дмитриенко, Р. Бахтияров. СПб.: Артиндекс, 2018. — 544 с.
- ተጓዥ ጉሚሊየቭ (በሠዓሊ መጽሐፍ መልክ የተዘጋጀ የሥነ-ጥበብ ፕሮጀክት) / Странник Гумилёв (арт-проект в формате Книги художника). Авт. вст. ст.: М. Авеличева, М. Погарский. М.: Пиранези LAB, 2017. — 40 с. [без пагинации], цв. ил. (рус.) (англ.) (амх.) Тираж — 100 экз.[321]
- Странник Гумилёв / арт-проект в формате Книги художника // Каталог выставки. Авт. вст. ст.: М. Погарский. М.: Пиранези LAB. — 2016. — 36 с. [без пагинации], цв. ил. — С. 26-27.
- Книжное пламя / Book fire / Международный проект миниатюрной Книги художника / Каталог выставки. Авт. вст. ст.: М. Погарский. М.: Cherry Pie. — 2015. — 116 с., цв. ил. — С. 102. Тираж — 75 экз.
- Бойс, Йозеф Бойс — мой Бойс (каталог выставки в МСИИД). Авт. вст. ст.: И. Введенский. Ростов-на-Дону, 2014. — 60 с., цв. ил., формат 296 × 210 мм. Тираж — 222 экз.
- Первая балтийская биеннале искусства книги (каталог выставки). Авт. вст. ст.: Е. Григорьянц, М. Шейнина, М. Карасик, И. Гринчель. СПб., 2014. — 168 с., цв. ил.[322]
- Книга Художника / Artists Book. Россия / United Kingdom (каталог выставки в ГМЗ Царицыно). Авт. вст. ст.: О. Докучаева, М. Погарский. М., 2014. — 64 с., цв. ил.
- Маяковский—Манифест. Каталог-газета к выставке (галерея Проун, ЦСИ Винзавод). Авт. вст. ст.: А. Россомахин, М. Карасик. — СПб.—М.: Изд. Т. Маркова. — 2013. — 20 с.
- Книга на острие современного искусства / Book on the Spearhead of Contemporary Art (каталог выставки в РГБИ). Авт. вст. ст.: М. Погарский. М.: Треугольное колесо, 2013. — 64 с., цв. ил. + Издательская папка с авторской графикой к выставке. Тираж — 50 экз.
- 黑龙江美术出版社(黑龍江美術出版社) Heilongjiang Fine Arts Publishing House. Harbin (哈尔滨). (中国). Editor in chief Oleg Yakhnin. Chief Editor Chen Fenyue. Executive Chief Editor Catherine Druzhinin. V. 1. Graphics St. Petersburg. 2013. — 292 pp. (кит.)
- АртКозьма (каталог выставки в ГБУК Архангельский областной краеведческий музей). Авт. вст. ст.: Д. Трубин, В. Власов. Арх.: ИД Нибурт, 2013. — 64 с., цв. ил.
- Первая книга / The First Book (каталог выставки в ГМЗ Царицыно). Авт. вст. ст.: О. Докучаева, В. Пацюков, М. Погарский. М. 2013. — 129 с., цв. ил.
- Die Verwandlung. 25 Jahre russische Künstlerbücher 1989—2013. LS collection Van Abbemuseum Eindhoven (каталог выставки). Авт. вст. ст.: Antje Theise, Klara Erdei, Diana Franssen. Eindhoven, 2013. — 120 с., цв. ил. (нем.)

 + Издательский короб с авторскими книгами к выставке (тир. 25 экз.).
- Выставка «Осень — 2013» / Каталог. СПб.: СПбСХ. — 2013. — 240 с., цв. ил. — С. 96.
- 80 лет Санкт-Петербургскому Союзу художников / Каталог юбилейной выставки. Авт. вст. ст.: Изотова М. Д., Дмитренко А. Ф., Громов Н. Н., Фомина М. С., Бахтияров Р. А., Д. Северюхин СПб.: СПбСХ. — 2012. — 616 с.: цв. ил. — С. 320. Тираж — 1400 экз. ISBN 5-98174-002-7
- Выставка «Осень — 2012» / Каталог. Авт. вст. ст. Д. Северюхин. СПб.: СПбСХ. — 2012. — 336 с.: цв. ил. — С. 193. Тираж — 600 экз.
- Музей «Книга художника» / Каталог выставки в музее Эрарта. Авт. вст. ст.: М. Погарский, М. Карасик, Е. Климова, Ю. Самодуров. СПб. 2011. — 200 с., цв. ил.
- А. Крученых Грандіозарь (каталог выставки в музее В. В. Маяковского). Авт. вст. ст.: С. Стрижнеёва, С. Бирюков, М. Погарский. М. 2011. — 17 с., цв. ил.
- Предметы. А. Парыгин (каталог персональной выставки). — Авт. вступ. ст. Григорьянц Е. И. СПб., 2004. Тираж — 444 экз. Первые 40 экз. — нумерованные и подписанные художником.
- III Международная биеннале акварели Арт-Мост-Акварель (каталог выставки). Авт. вст. ст.: А. Г. Раскин. СПб., 2005. — 156 с., цв. ил.
- Равноденствие II. Буклет к выставке в галерее Невский 20. — Авт. вст. ст. Григорьянц Е. И. СПб., 2003.
- V Bienal Internacional de la Acurela (каталог выставки). Авт. вст. ст.: Dr. Gerardo Estrada, A. Guati Rojo. Mexico, 2002. — 88 с., цв. ил. — С. 79. (исп.) (англ.)
- Первая биеннале графики в Санкт-Петербурге (каталог выставки). Авт. вст. ст.: Н. Благодатов. СПб., 2002. — 176 с., цв. ил.
- Диалоги 99 (каталог выставки). Авт. вст. ст.: Л. Скобкина. СПб.: ЦВЗ Манеж, 1999. — 48 с., ил.
- Институт «Открытое Общество». Санкт-Петербургский проект. Программа «Интернет»., СПб., 1999 (в оформлении буклета использованы шелкографии художника 1988—1994 гг.). — 24 с.
- II-й Международный фестиваль экспериментальных искусств и перформанса (каталог выставки). Авт. вст. ст.: Л. Скобкина. СПб.: ЦВЗ Манеж, 1998. — 63 с., ил.
- Связь времен 1932—1997 (каталог выставки в ЦВЗ Манеж. СПб.). Авт. вст. ст.: А. Г. Раскин, А. С. Чаркин. СПб.. 1997. — 316 с., цв. ил.
- Петербург 95; Петербург 96; Петербург 97; Петербург 98; Петербург 2000; Петербург 2011. Авт. вст. ст.: Л. Скобкина. СПб.: ЦВЗ Манеж, 1996; 1997; 1998; 1999; 2001; 2012, ил.
- Алексей Парыгин. Буклет к выставке в лектории ГРМ. — Автор вступ. ст. Жаворонкова С. М., Григорьянц Е. И. Государственный Русский музей. Лекторий. СПб., 1991.
- Алексей Парыгин & Андрей Корольчук. Буклет к выставке в Ленинградском Доме Кино. — Автор вступ. ст. Григорьянц Е. СПб., 1991.
- Равноденствие// Буклет к выставке на Невском 20. — Автор вступит. ст. Юдина Т. К. Галерея ТСХ. СПб., 1991.

### Рецензии
- Михайлова-Горегина О. А. Футуризм и авангард в «artist’s book» Парыгина // Молодёжный вестник. — СПб.: СПбГИК, № 1 (23). 2025. — 192 с. — С. 34-37. Тир. 500 экз. ISSN 2658-4492
- Данильянц Т. С. Коммуникативные стратегии «книги художника» (На примере творчества Алексея Парыгина) // Сборник материалов тринадцатой научно-практической конференции / под ред. А. К. Кононова. — «Трауготовские чтения 2023». — СПб.: БКГ, 2024. — 424 с. — С. 334—343. ISBN 978-5-907889-07-1
- Грауз Т. О визуальной поэзии и визуальности текста // Сборник материалов двенадцатой научно-практической конференции «Трауготовские чтения 2022» / под ред. А. К. Кононова. — СПб.: БКГ, 2023. — 360 с. — С. 136—152. ISBN 978-5-6049512-9-3
- Павловский А. С. Конструирование себя: о первых книгах Алексея Парыгина // Сборник материалов двенадцатой научно-практической конференции «Трауготовские чтения 2022» / под ред. А. К. Кононова. — СПб.: БКГ, 2023. — 360 с. — С. 153—160. ISBN 978-5-6049512-9-3[325]
- Погарский М., Лукин В. Ф. Энциклопедия Книги художника. М. — 2022. цв. ил. — 296 с. — С. 39, 178, 270, 292. ISBN 978-5-9906919-7-1
- Klimova, Ek. A City as a Book / Artist’s Book Yearbook 2022—2023. Edited by Sarah Bodman. — Bristol: CFPR (Centre for Fine Print Research). University of the West of England. 2022. — 292 pp. ISBN 978-1-906501-22-8
- Коллекция экслибрисов в фундаментальной библиотеке Герценовского университета / сост.: С. Е. Волоскова и др. СПб: РГПУ им. А.И. Герцена, 2022. — 60 с., цв.ил. — С. 57 ISBN 978-58064-3197-5
- Северюхин Д. Я. Постурбанизм или архаика будущего. — Петербургские искусствоведческие тетради, выпуск 67, СПб.: АИС, 2021. — С. 63-65 ISBN 978-5-906442-31-4
- Северюхин Д. Я. История и техника эстампа. Учебное пособие для судентов и любителей. — СПб.: Миръ, 2021. — 124 с. ISBN 978-5-98846-148-7
- Художники печатной графики. Санкт-Петербург. Петроград. Ленинград. XX век / Биобиблиографический словарь. Автор-составитель Казимов Ю. И. — СПб.: Знакъ, 2021—554 с. Тираж — 50 нумерованных экз.
- Кошкина О. Ю. Особенности языка графики Алексея Парыгина — семиотический аспект // Сборник материалов десятой научно-практической конференции «Трауготовские чтения 2020». — СПб., 2021. — 304 с. — С. 149—165[326].
- Погарский М. Книга художника [х]. Том I. Теория (264 с.); Том II. История (180 с.); Том III. Практика (290 с). — М.: Треугольное колесо — 2021. ISBN 978-5-9906919-6-4
- Wilkins, Caroline A vocal journey through the language of zaum // Journal of Interdisciplinary Voice Studies. Volume 4, Number 1, 1 April 2019, pp. 85-99(15)[327]
- Grigoryants El. Absorbing the Futurist heritage: Vasily Vlasov and Alexey Parygin / The Futurist Tradition in Contemporary Russian Artists’ Books // International Yearbook of Futurism Studies / Special Issue on Russian Futurism. Ed. by Günter Berghaus. — Berlin & Boston: Walter de Gruyter. Vol. 9 — 2019, 520 p. Р. 269—296. ISBN 978-3-11-064623-8 (на англ. яз.)[328].
- Бабияк В. В., Туминская О. А. Выставки эстампов в лектории Русского музея / В сб. н. статей Научные труды Санкт-Петербургской академии художеств. Вопросы теории культуры, Вып. 51. — СПб.: СПб АХ, 2019. — С. 242—257. ISSN 1998-2453[329]
- Григорьянц Е. И. «Книга художника»: традиции и новации // «Искусство печатной графики: история и современность». В сб. н. статей по материалам научной конференции Четвёртые казанские искусствоведческие чтения 19-20 ноября 2015. — Казань: ГМИИ РТ, 2015. — С. 83-86, ил.
- Кириллина Т. Делать ничего не надо. — Вечерний С.-Петербург, 2015, 3 июля.
- Кириллина Т. Человек, исследующий искусство. — Вечерний С.-Петербург, 2015, 12 января.
- Погарский М. В. Книга художника [+] идеология, философия, структура, классификация, технология, параллели, пересечения, история. — М.: ИП Погарский М. В. — 2015. — 416 с., 365 цв. ил. С. 144, 154, 356, 391. ISBN 978-5-9906919-1-9 Тираж — 50 экз.[330]
- Ленинградская школа печатной графики (1924—1992). Автор-составитель Казимов Ю. И. — СПб.: Северная звезда, 2014. — 304 с. Тираж 50 экз. ISBN 978-5-905042-09-6
- Северюхин Д. Я. Искусство шелкографии (про монографию А. Б. Парыгина). Петербургские искусствоведческие тетради, выпуск 21., СПб.: АИС, 2011. — С. 210—213.
- Григорьянц Е. И. Штрихи к портрету эпохи у петербургских авторов «книги художника» / Библиофилы России. Альманах. Том 2 — М.: Любимая Россия, 2005. — 592 с. ISBN 5-9607-0006-9 ISSN 1811-248X Тир. 1000 экз. — С. 8—253[331][332].
- Раскин А. Г. Пример творчества. — Педагогические вести, № 30 / декабрь 2004 — февраль 2005. — С. 23 — 25.
- Григорьянц Е. И. Предметы Алексея Парыгина (послесловие к персональной выставке). — Петербургские искусствоведческие тетради, выпуск 5., СПб.: АИС, 2004. С. 10-12[333].
- Григорьянц Е. И. Образ и пространство книги в творчестве Алексея Парыгина. — ПИТЕРbook, № 12, декабрь 2002. — С. 30—31.
- Благодатов Н. Искусство — это поиск, поиск — это искусство. — Нева, № 2, 2002. — С. 253—255.
- Григорьянц Е. И. Книжная иллюстрация в творчестве художника А. Парыгина. — В сб.: Актуальные проблемы теории и истории библиофильства. Материалы VII международной конф., СПб.: РНб, 1999. — С. 94-96.
- Александрова О. Живопись и графика под музыку. — Невское время, 1996, 9 мая.
- Григорьянц Е. И. Образы Алексея Парыгина. — С.-Петербургская панорама, 1993, № 3. — С. 11.
- Жаворонкова С. М. Два художника — два мира. — Вечерний С.-Петербург, 1991, 20 Декабря.
- Горская М. В час равноденствия. — Ленинградская правда, 1991, 26 июня.
- Григорьянц Е. И. Современное искусство многогранно // Буклет выставки А. Парыгина и А. Корольчука в Санкт-Петербургском Доме кинематографистов. — СПб., 1991 (на рус. и англ. языках).
- Каменский А. А. Что значит быть современным? Ответ на этот вопрос ищут молодые художники. — Правда, 9 сентября 1988. — С. 3. № 253 (25605)

## Коллекция графики
В конце 1980-х годов Парыгин начинает собирать коллекцию авторской печатной графики.

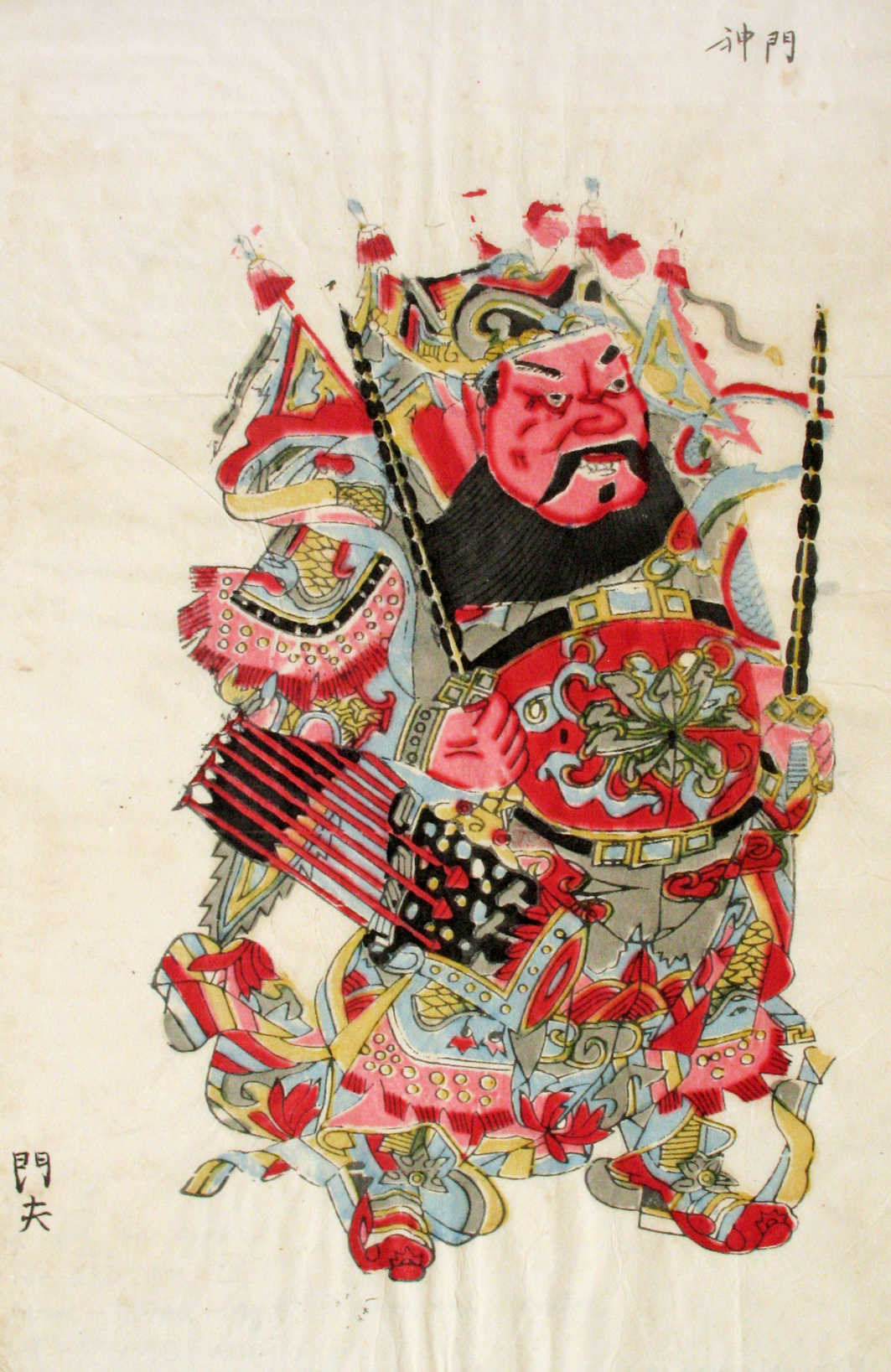
Мэнь-Шэнь (бог дверей). Няньхуа. 1900-е, 36 х 21 см, б., цветная ксилография

Самые первые работы были подарены друзьями-художниками. Со временем, интерес к аккумулированию искусства стал более осознанным, системным и самозначимым, иной раз — полным страстного азарта. Постепенно я стал приобретать, насколько позволяли возможности, работы мастеров которых никогда не знал, да и не мог знать, но которые были мне чем-то интересны, близки или полезны как художнику — атипичностью пластического языка, идеями и сюжетами; или наоборот — их работы, не отличаясь острой индивидуальностью, являются квинтэссенцией духа ушедшего времени.
В числе русских художников XVIII—XXI веков в коллекции: Евстафий Бернардский, Василий Матэ, Владимир Маковский, Владимир Конашевич, Александр Громов, Константин Рудаков, Адриан Каплун, Валентин Цельмер, Мария Бутрова, Татьяна Шишмарева, Петр Львов, Георгий Верейский, Евгений Кибрик, Владимир Ветрогонский, Рувим Тупикин, Андрей Ушин, Владимир Судаков, Таисия Скородумова, Анна Кострова, Николай Костров, Василий Звонцов, Лидия Ильина, Илья Шенкер, Анна Щекалина, Георгий Ковенчук, Вера Матюх, Вера Семёнова-Тян-Шанская, Николай Дмитревский, Иван Рерберг, Вера Мотовилова, Рюрик Каледин, Людмила Сергеева, Галина Завьялова, Юрий Тризна, Николай Кофанов, Александр Борков, Владимир Качальский и др.

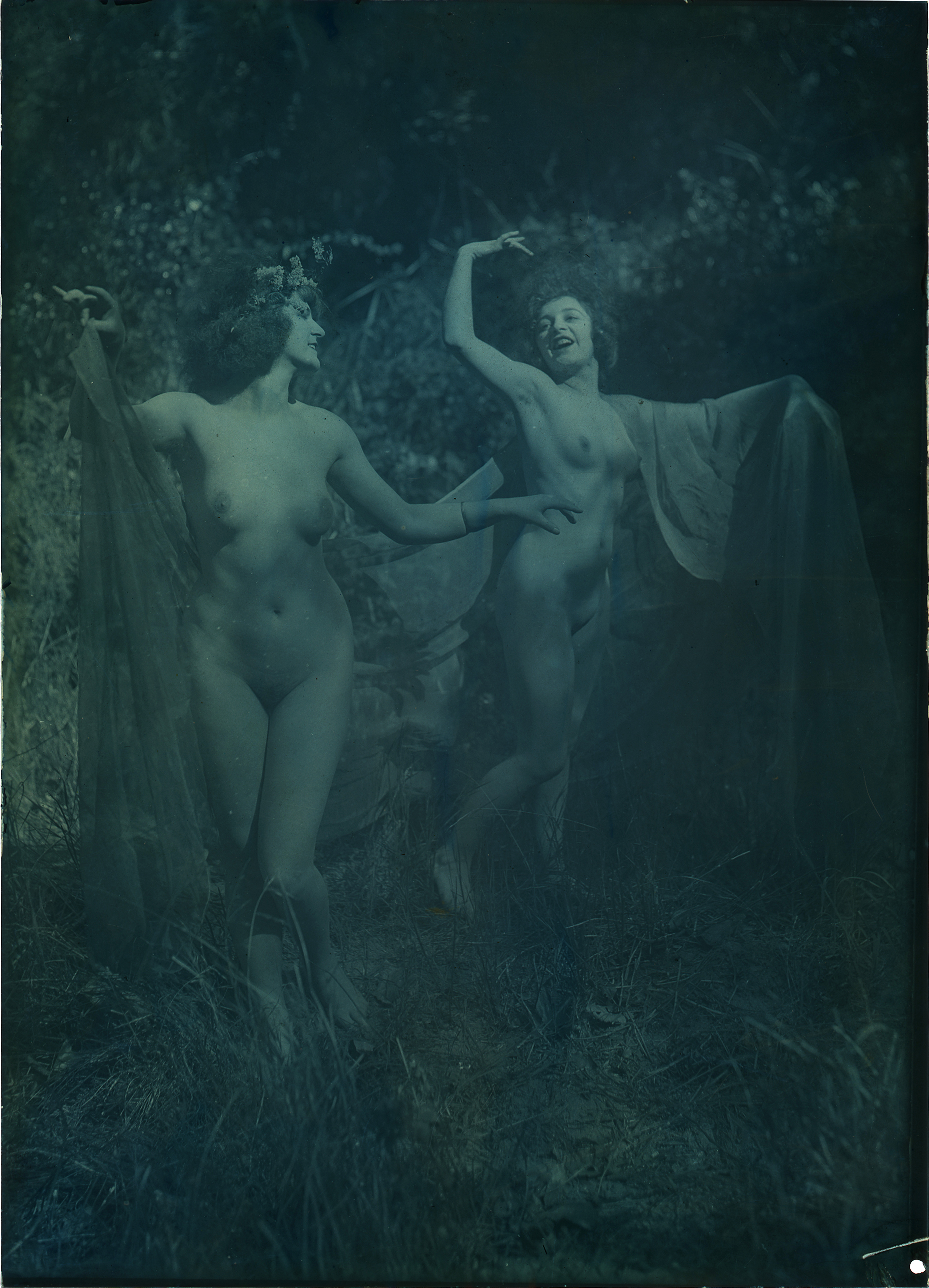
Арнольд Генте. Ночные танцовщицы (Хелен Моллер), 1910-е, 17,4 х 12,4 см, целлулоидный цианотип

Значительно скромнее представленны европейские мастера XV—XX веков. Среди них: Альбрехт Альтдорфер, Болоньино Залтиери, Гендрик Гондиус I, Виргиль Солис, Франсуа Шово, Джованни Баттиста Боначина, Андрис Вайлант, Ян Лёйкен, Доменико Кунего, Питер ван Гунст, Чарльз Тернер, Иоганн Георг Вилле, Иоганн Штрикснер, Шарль Этьен Пьер Мотте, Анри Монье, Огюст Раффе, Гюстав Доре, Жан Гранвиль, Вильгельм Лейбль, Жоан Миро, Пол Лауриц, Александр Аксинин, Ян Кубичек, Юкка Вейстола и др.
Отдельными гравированными листами представлена печатная графика восточных (в основном японских и китайских) художников XVII—XX веков: Тории Киёнобу, Рюрюкё Синсай, Кацусика Хокусай, Ивасаки Цунэмаса, Утагава Кунисада, Тоёхара Кунитика, Куниясу Утагава, Байрэй Коно, Имао Кэинэн, Тору Мабучи, Ци Байши. Серия иллюстрированных цельногравированных листов XVII века в жанре кусадзоси. Ряд листов начала XX века выполненных в технике традиционного японского трафарета исэ-катагами. Серия листов китайских няньхуа конца XIX века. Серия вьетнамских гравированных лубков донгхо.
Отдельный немногочисленный сегмент — уникальная графика русских мастеров: Веры Мухиной, Ивана Тарнягина, Марии Бутровой, Николая Кострова, Гафура Мендагалиева и ряда других художников.
С середины 2010-х — коллекционирует технически необычные образцы старой фотографии «ню».
Отдельные работы из коллекции экспонировались на выставках.
Выставки
- Случайный тираж. — KGallery. Санкт-Петербург. 11 июля — 10 ноября 2024[340][341].
- Автопортрет 1900—2024. Графика из частных собраний. — Фонд In Artibus. Москва. 2 апреля — 28 июня 2024.
- Кошки, котики, котята (графика из частных коллекций). — Особняк Вишневских. Москва. 31 марта — 1 июня 2022[342][343].
- Ленинградский эстамп 1930—1990. — Галерея Голубая гостиная. Санкт-Петербург. 30 ноября — 12 декабря 2021.
- Печатная графика художников Санкт-Петербурга. — Санкт-Петербургский Союз художников. Санкт-Петербург. 15 — 25 января 2020.
- Частный кабинет (36 полароидных снимков ню 1950—2015 гг). — Фотолофт Маяк. Санкт-Петербург. 14 апреля — 15 мая 2016.
- Друзья твердили нам живи! Выставка произведений из коллекции Музея искусства Санкт-Петербурга XX—XXI вв. и частных собраний. — Сургут. Сургутский художественный музей. Июнь 2015.
- Ленинградский эстамп 1920—1980-е (из коллекции Алексея Парыгина). — Музей искусства Санкт-Петербурга XX-XXI веков. Малый зал. Санкт-Петербург. 26 декабря 2014 — 18 января 2015[344][345].
- Ленинградская шелкография. — Читальный зал научной библиотеки СПб СХ. Санкт-Петербург. 16 ноября 2010 — 16 февраля 2011.

Библиография
- Автопортрет 1900—2024. Графика из частных собраний. Авт. вст. ст.: С. Подстаницкий. М.: Клуб коллекционеров. — 2024. — 105 с., цв. ил. — С. 8, 34. Тир. 100 экз.
- Кошки, котики, котята (графика из частных коллекций). Авт. вст. ст.: С. Подстаницкий. М.: Клуб коллекционеров. — 2023. — 148 с., цв. ил. — С. 42, 80.
- Кононихин Н. Ленинградская школа литографии. Путь длиною в век. СПб.: М. Frants Art Foundation. — 2021. — 360 с., цв. ил. — С. 128, 351[346]. ISBN 978-5-604-62744-0
- Печатная графика Санкт-Петербургских художников // Каталог. Авт. вст. ст.: Н. Ю. Кононихин, А. Б. Парыгин. СПб.: СПбСХ. — 2020. — 192 с., цв. ил. — С. 45, 84. ISBN 978-5-604-38911-9
- Частный кабинет (36 полароидных снимков ню 1950—2015 гг.) / Буклет выставки. Авт. вст. ст.: А. Б. Парыгин. СПб.: Фотолофт Маяк. — 2016.
- Друзья твердили нам живи! Выставка произведений из коллекции Музея искусства Санкт-Петербурга XX—XXI вв. и частных собраний // Каталог. СПб: ЦВЗ Манеж. — 2015. — 48 с., цв. ил.
- Дережанова В. Д. Основы графики: учебное пособие / В. Д. Дережанова. — Иркутск: ПИ ИГУ. 2015. — 60 с., ч-б., цв. ил. — С. 32-40; 51-53; 56; 58. ISBN 978-5-913-44-920-7
- Ленинградский эстамп 1920—1980-е (из коллекции Алексея Парыгина) / Буклет выставки. Авт. вст. ст.: А. Б. Парыгин. СПб.. — 2015.